# Danh sách trò chơi của Konami
Sau đây là danh sách các trò chơi do Konami phát triển, xuất bản hoặc cấp phép.

## Máy game thùng arcade

### 1978–1989
1978
- Block Game
- Block Invader
- Space Ship
- Space King (nhân bản từ Space Invaders)

1979
- Space King 2
- Space War (nhân bản từ Space Laser, Leijac phát hành)

1980
- Astro Invader (Stern phát hành)
- Missile X
- Sidewinder
- The End (Stern phát hành)

1981
- Amidar (Stern phát hành)
- Frogger (Sega phát hành)
- Jungler (Stern phát hành)
- Scramble (Stern phát hành)
- Strategy X
- Super Cobra (Stern phát hành)
- Tactician
- Turtles (Stern phát hành)
- Ultra Dome (có lẽ chưa phát hành)
- Video Hustler

1982
- Locomotion (Centuri phát hành)
- Pooyan (Stern phát hành)
- Time Pilot (Centuri phát hành)
- Tutankham (Stern phát hành)

1983
- Gyruss (Centuri phát hành)
- Juno First
- Mega Zone
- Roc 'N Rope
- Sparky
- Track & Field (Hyper Olympic ngoài Bắc Mỹ)

1984
- Badlands (Centuri phát hành)
- Circus Charlie (Centuri phát hành)
- Hyper Sports (Hyper Olympic '84 ở Nhật Bản)
- Max Mile
- Mikie
- Pandora's Palace
- Road Fighter (ロードファイター)
- Super Basketball
- Time Pilot '84

1985
- Finalizer
- Galactic Warriors
- Gradius (Nemesis ngoài Nhật Bản)
- Konami GT
- Konami's Ping Pong
- Rush'n Attack (Green Beret ở Nhật Bản và Châu Âu)
- Scooter Shooter
- Shao-Lin's Road (Kicker ở Châu Âu)
- Twinbee
- Wiz Quiz
- Yie Ar Kung Fu

1986
- Double Dribble
- Mr. Goemon (aka Mr. Kabuki)
- Vs. Gradius (trên phần cứng "Vs." của Nintendo)
- Iron Horse
- Jackal aka Top Gunner
- JailBreak
- Rock'n Rage
- Salamander / Life Force (Bản US)
- WEC Le Mans
- Bass Angler
- Vs. The Goonies (trên phần cứng "Vs." của Nintendo)

1987
- Battlantis
- B.A.W.
- Blades of Steel
- Boot Camp
- Vs. Castlevania (trên phần cứng "Vs." của Nintendo)
- City Bomber
- Combat School
- Contra (Gryzor ở Châu Âu)
- Dark Adventure
- Devil World (không bị nhầm lẫn với Nhật Bản / chỉ PAL Famicom/NES của Nintendo)
- Fast Lane
- Flak Attack
- Hyper Crash
- Labyrinth Runner
- MX 5000
- Rack 'em Up
- Life Force (phiên bản Nhật Bản)
- Typhoon (Ajax)

1988
- Super Contra
- Haunted Castle (Akumajō Dracula ở Nhật Bản)
- Checkered Flag
- Devastators (Garuka ở Nhật Bản)
- The Main Event
- The Final Round
- Ajax
- Thunder Cross
- Kitten Kaboodle
- Hot Chase
- King of Rings
- Gangbusters
- Konami '88 (Hyper Sports Special ở Nhật Bản; '88 Games ở Bắc Mỹ)
- Gradius II (Vulcan Venture bên ngoài Nhật Bản)
- VS. Top Gun (trên phần cứng "Vs." của Nintendo)

1989
- Teenage Mutant Ninja Turtles
- Gradius III
- M.I.A.
- Bottom of the Ninth
- Crime Fighters
- S.P.Y.
- Cue Brick
- Block Hole

### 1990–1999
1990
- Aliens
- Lightning Fighters
- Punk Shot
- Over Drive
- Surprise Attack
- Parodius Da! (độc quyền Nhật Bản)
- Whoo Yarth Taar

1991
- Teenage Mutant Ninja Turtles: Turtles in Time
- The Simpsons
- Sunset Riders
- Roller Games
- Golfing Greats
- Thunder Cross II
- Vendetta
- Detana!! Twinbee (độc quyền Nhật Bản)
- Escape Kids
- Xexex
- Mario Roulette
- Slime Kun
- Tsurikko Penta

1992
- X-Men
- Lethal Enforcers
- G.I. Joe
- Bucky O'Hare
- Asterix
- Hexion
- Potrio
- Wild West C.O.W.-Boys of Moo Mesa

1993
- Run'n Gun
- F1 World Racing
- Martial Champions
- Metamorphic Force
- Monster Maulers
- Mystic Warriors
- Violent Storm
- Poly-Net Warriors
- Polygonet Commanders
- Premier Soccer
- Gaiapolis

1994
- Brain Busters
- Racing Force
- Fantastic Journey
- Lethal Enforcers II: Gunfighters
- Quiz Do Re Mi Fa Grand Prix
- Taisen Puzzle-dama

1995
- Dragoon Might
- Midnight Run: Road Fighter 2
- Crypt Killer
- Pirate Ship
- Road Rage (Speed King ở Nhật Bản)
- Five A Side Soccer
- Ultra Sports
- Premier Soccer '95
- Quiz Do Re Mi Fa Grand Prix 2
- Tokimeki Memorial Taisen Puzzle-Dama
- Twin Bee Yahhoo!
- Hole in One

1996
- Beat the Champ
- Bishi Bashi Champ Mini Game Senshuken
- Daisu-Kiss
- Hyper Athlete
- Konami's Open Golf Championship
- Powerful Baseball '96
- Run And Gun 2
- Salamander 2
- Sexy Parodius
- Susume! Taisen Puzzle Dama
- Taisen Tokkae dama
- Vs. Net Soccer
- Wave Shark
- Winding Heat
- GTI Club
- Balloon Penta
- Yu-Gi-Oh! Trading Card Game

1997
- Battle Vision
- Beatmania
- Dead Eye
- Fighting Bujutsu
- Hang Pilot
- Operation Thunder Hurricane
- Polystars
- Racing Jam (Japanese release)
- Rushing Heroes
- Solar Assault
- Solar Assault: Revised
- Tokimeki Memorial Oshiete Your Heart
- Total Vice
- Wedding Rhapsody
- Winning Spike

1998
- Battle Tryst
- Beatmania 2ndMix
- Beatmania 3rdMix
- Beatstage
- Dance Dance Revolution (Japanese release)
- Dark Horse Legend
- Evil Night
- Fisherman's Bait Kit
- Fisherman's Bait 2
- Handle Champ
- Heat Of Eleven '98
- HipHopMania
- Jikkyou Powerful Pro Baseball EX
- Nagano Winter Olympics '98
- NBA Play By Play
- Pop'n Music
- Racing Jam: Chapter 2 (Japanese release)
- Rushing Heroes Football
- Skiers' High
- Super Bishi Bashi Champ
- Teraburst
- Thrill Drive
- Total Vice

1999
- Beatmania 4thMix The Beat Goes On
- Beatmania 5thMix Time to Get Down
- Beatmania Complete Mix (HipHopMania Complete Mix ở Bắc Mỹ; Beatstage Complete Mix in Korea)
- Beatmania IIDX
- Beatmania IIDX 2nd Style
- Beatmania IIDX Club Version
- Beatmania IIDX Substream
- Dance Dance Revolution (Asian release)
- Dance Dance Revolution (North American release)
- Dance Dance Revolution 2nd Mix
- Dance Dance Revolution 2ndMix with Beatmania IIDX Club Version
- Dance Dance Revolution 2ndMix Link Version
- Dance Dance Revolution 2ndMix and Beatmania IIDX Substream Club Version
- Dance Dance Revolution 3rdMix (Asian release)
- Dance Dance Revolution 3rdMix (Japanese release)
- Dance Dance Revolution Karaoke Mix
- Dancing Stage (European version of Dance Dance Revolution)
- Dancing Stage (re-release)
- Dancing Stage EuroMix
- Dancing Stage featuring Dreams Come True
- Dancing Stage featuring True Kiss Destination (Asian release)
- Dancing Stage featuring True Kiss Destination (Japanese release)
- Dark Horse Legend 2
- DrumMania
- Fisherman's Bait Marlin Challenge
- Gachaga Champ
- Gradius IV
- GuitarFreaks
- GuitarFreaks 2ndMix
- Hyper Bishi Bashi Champ
- Pop'n Music 2
- Pop'n Music 3
- Pop'n Stage
- Pop'n Stage EX
- Silent Scope
- Step Champ

### 2000–2009
2000
- Anime Champ
- Beatmania ClubMix
- Beatmania Complete Mix 2 (HipHopMania Complete Mix 2 ở Bắc Mỹ; Beatstage Complete Mix 2 in Korea)
- Beatmania Core Remix
- Beatmania Club Mix
- Beatmania featuring Dreams Come True
- Beatmania IIDX 3rd Style
- Beatmania IIDX 4th Style
- Beatmania III
- Beatmania III Append Core Remix
- Code One Dispatch
- Dance Dance Revolution 3rdMix (Korean release)
- Dance Dance Revolution 3rdMix (Korean re-release)
- Dance Dance Revolution 3rdMix Plus
- Dance Dance Revolution 4thMix (Asian release)
- Dance Dance Revolution 4thMix (Japanese release)
- Dance Dance Revolution 4thMix Plus (Asian release)
- Dance Dance Revolution 4thMix Plus (Japanese release)
- Dance Dance Revolution Karaoke Mix 2nd
- Dance Dance Revolution Kids
- Dance Dance Revolution USA
- Dancing Stage featuring Disney's Rave
- DanceManiax 1stMix
- DanceManiax 2ndMix
- DrumMania 2ndMix
- DrumMania 3rdMix
- GuitarFreaks 3rdMix
- GuitarFreaks 4thMix
- Keyboardmania (also known as Keyboard Heaven)
- Keyboardmania 2ndMix
- ParaParaParadise (also known as ParaParaDancing)
- ParaParaParadise 1stMix Plus
- Pop'n Music 4
- Pop'n Music 5
- Pop'n Music Animelo
- Pop'n Music Mickey Tunes
- Punch Mania: Hokuto No Ken (Fighting Mania bên ngoài Nhật Bản)
- Silent Scope 2: Dark Silhouette (Innocent Sweeper ở Nhật Bản; Fatal Judgement in other countries)
- Simpsons Bowling

2001
- Beatmania 6thMix The UK Underground Music
- Beatmania IIDX 5th Style
- Beatmania IIDX 6th Style
- Beatmania III Append 6th Mix
- Boxing Mania: Ashita no Joe
- Dance Dance Revolution 5thMix
- DanceManiax 2ndMix Append JParadise
- DDRMAX Dance Dance Revolution 6thMix
- Driving Party
- DrumMania 4thMix
- DrumMania 5thMix
- GTI Club 2
- GuitarFreaks 5thMix
- GuitarFreaks 6thMix
- Gun Mania
- Gun Mania Zone Plus
- Jurassic Park III
- Keyboardmania 3rdMix
- Kick & Kick
- Mambo a Go Go
- Mocap Boxing
- Monster Gate
- Police 911 (America), The Keisatsukan (Nhật Bản & Châu Á), Police 24/7 (Châu Âu)
- Police 911 2 (America), The Keisatsukan 2 (Nhật Bản & Châu Á), Police 24/7 2 (Châu Âu)
- ParaParaParadise 2ndMix
- Pop'n Music 6
- Pop'n Music 7
- Pop'n Music Animelo 2
- Salary Man Champ
- Silent Scope EXtreme (Sougeki [Japanese for sniper] ở Nhật Bản)
- Thrill Drive 2
- Tsurugi: The Sword

2002
- Beatmania 7thMix Keepin' Evolution
- Beatmania IIDX 7th Style
- Beatmania IIDX 8th Style
- Beatmania III Append 7th Mix
- Beatmania III The Final
- Beatmania The Final
- Dance Dance Revolution Extreme
- DDRMAX2 Dance Dance Revolution 7thMix
- Dancing Stage EuroMix 2
- Great Bishi Bashi Champ: Button Tatakisugi Keihō
- Dog Station
- Dog Station Deluxe
- DrumMania 6thMix
- DrumMania 7thMix
- DrumMania 7thMIX power-up ver.
- GuitarFreaks 7thMix
- GuitarFreaks 8thMix
- GuitarFreaks 8thMix power-up ver.
- Mahjong Fight Club
- Martial Beat
- Mocap Golf
- Monster Gate 2
- Nice Smash!
- Perfect Pool
- Poolpocket
- Pop'n Music 8
- Pop'n Music 9
- Silent Scope Fortune Hunter
- Warring States
- World Soccer Winning Eleven trò chơi arcade Style (Nhật Bản) / Pro Evolution Soccer The Arcade (World)
- Xtrial Racing

2003
- Beatmania IIDX 9th Style
- Beatmania III The Final
- DrumMania 8thMix
- DrumMania 9thMix
- ee'mall
- GuitarFreaks 9thMix
- GuitarFreaks 10thMix
- Mahjong Fight Club 2
- Monster Gate 3
- Pop'n Music 10
- Quiz Magic Academy
- R.P.M. Red
- Thrill Drive 2
- Warzaid
- World Combat
- World Soccer Winning Eleven trò chơi arcade Style 2003

2004
- Battle Climaxx!
- Beatmania IIDX 10th Style
- Beatmania IIDX 11 IIDXRED
- DrumMania 10thMix
- ee'mall 2nd Avenue
- GuitarFreaks 11thMix
- Lethal Enforcers 3
- Mahjong Fight Club 3
- Monster Gate Online
- Pop'n Music 11
- Pop'n Music 12 Iroha
- Quiz Magic Academy 2
- Thrill Drive 3 (Japanese release)
- Wartran Troopers

2005
- Baseball Heroes
- Battle Climaxx! 2
- Beatmania IIDX 12: Happy Sky
- Bishi Bashi Champ Online: Shōgeki no Zenkoku Taisen!?
- Dance 86.4 Funky Radio Station
- Dancing Stage Fusion
- DrumMania V
- DrumMania V2
- Gashaaaan
- GuitarFreaks V
- GuitarFreaks V2
- Mahjong Fight Club 4
- Monster Gate Online 2
- Paintball Mania
- Pop'n Music 13 Carnival
- Arcana Heart
- Quiz Magic Academy 3
- Toy's March
- Toy's March 2

2006
- Baseball Heroes 2
- Beatmania IIDX 13 Distorted
- Cooper's9
- Dance Dance Revolution SuperNova (Japanese release)
- Dance Dance Revolution SuperNova (North American release)
- Dance Dance Revolution SuperNova (North American re-release)
- Dancing Stage SuperNova
- Dancing Stage SuperNova (re-release)
- DrumMania V3
- GuitarFreaks V3
- Mahjong Fight Club 5
- Nova Usagi
- Percussion Kids
- Pop'n Music 14 Fever!
- World Soccer Winning Eleven 2006 Arcade Championship (Nhật Bản) / Pro Evolution Soccer 2006 Arcade Championship (World)
- YU GI OH GX spirit caller DS (Japanese release)

2007

- Baseball Heroes 3
- Beatmania IIDX 14 Gold
- Beatmania IIDX 15 DJ Troopers
- Dance Dance Revolution SuperNova 2 (Japanese release)
- DrumMania V4: Яock×Rock
- GuitarFreaks V4: Яock×Rock
- Mahjong Fight Club 6
- Otomedius
- Pop'n Music 15: Adventure
- Quiz Magic Academy IV
- Silent Hill: The Arcade

2008
- Action Deka
- Baseball Heroes 2008: Seiha
- beatmania IIDX 16 EMPRESS
- Dance Dance Revolution SuperNova 2 (Asian release)
- Dance Dance Revolution SuperNova 2 (North American release)
- Dance Dance Revolution SuperNova 2 (South American release)
- Arcana Heart 2
- Dance Dance Revolution X (Asian release)
- Dance Dance Revolution X (Japanese release)
- DrumMania V5: Rock to Infinity
- GuitarFreaks V5: Rock to Infinity
- Mahjong Fight Club 7
- Pop'n Music 16: Party
- Quiz Magic Academy V
- jubeat
- World Soccer Winning Eleven Arcade Championship 2008

2009
- Baseball Heroes 2009: Hasha
- beatmania IIDX 17 SIRIUS
- THE Bishi Bashi
- Dance Dance Revolution X (North American release)
- Dance Dance Revolution X (European release)
- DrumMania V6: Blazing!!!!
- GuitarFreaks V6: Blazing!!!!
- Mahjong Fight Club 7.77
- Mahjong Fight Club Garyō Tensei
- Pop'n Music 17: The Movie
- Tornado Outbreak
- Quiz Magic Academy VI
- Quiz Magic Academy VI Extra
- jubeat ripples

### 2010–20199
2010
- Baseball Heroes 2010: Winner
- beatmania IIDX 18: Resort Anthem
- Dance Dance Revolution X2 (Asian release)
- Dance Dance Revolution X2 (Japanese release)
- Dance Dance Revolution X2 (U.S. release)
- DrumMania V7
- DrumMania XG&GuitarFreaks XG
- GuitarFreaks V7
- jubeat knit
- Mahjong Fight Club Ultimate Version
- pop'n music 18: Sengoku Retsuden
- pop'n music 19: Tune Street
- Quiz Magic Academy VII
- World Soccer Winning Eleven Arcade Championship 2010

2011
- Baseball Heroes 2011: Shine Star
- beatmania IIDX 19: Lincle
- Dance Dance Revolution X3 (Japanese release)
- DrumMania V8
- DrumMania XG2&GuitarFreaks XG2
- GuitarFreaks V8
- Arcana Heart 3
- Hello! pop'n music
- jubeat copious
- jubeat knit APPEND
- Mahjong Fight Club u.v.: Kizuna no Shō
- pop'n music 20: fantasia
- Quiz Magic Academy VIII
- Steel Chronicle
- World Soccer Winning Eleven Arcade Championship 2012

2012
- Baseball Heroes 2012
- beatmania IIDX 20: Tricoro
- Dance Evolution Arcade
- GuitarFreaks XG3&DrumMania XG3
- Mahjong Fight Club NEXT
- pop'n music: Sunny Park
- Quiz Magic Academy: Kenja no Tobira
- Sound Voltex Booth
- Steel Chronicle Be

2013
- Baseball Heroes 2013
- beatmania IIDX 21 SPADA
- Dance Dance Revolution (2013 edition) (Japanese release)
- Dance Dance Revolution (2013 edition) (Asian release)
- GITADORA
- Mahjong Fight Club: Itadaki no Zin
- Mirai ga Gakki: Future Tom Tom
- Quiz Magic Academy: Kenja no Tobira Season 2
- SOUND VOLTEX II -infinite infection-
- Steel Chronicle Be XROSS ARMS
- Steel Chronicle Victroopers
- World Soccer Winning Eleven Arcade Championship 2014

2014
- Baseball Heroes 2014
- beatmania IIDX 22 PENDUAL
- BeatStream
- Dance Dance Revolution (2014 edition)
- GITADORA OverDrive
- Mahjong Fight Club: Sai no Hana
- pop'n music: Lapistoria
- Quiz Magic Academy: Ten no Manabiya
- SCOTTO
- SOUND VOLTEX III -GRAVITY WARS-
- Silent Scope: Bone Eater

2015
- BeatStream AnimTribe
- Otoca D'or
- Quiz Magic Academy: Akatsuki no Kane
- MÚSECA
- pop'n music éclale
- Disney Tsum Tsum (Arcade)
- Jubeat Prop
- Reflec Beat Volzza
- Beatmania IIDX 23: copula
- Monster Strike MULTI BURST
- GITADORA Tri-Boost

2016
- Mahjong Fight Club Zero
- GI-VICTORY ROAD
- MÚSECA 1+1/2
- Jubeat Qubell
- Reflec Beat Volzza 2
- Reflec Beat: The Reflesia of Eternity
- Dance Dance Revolution A
- Quiz Magic Academy: Tokyo Grimoire
- beatmania IIDX 24: SINOBUZ
- SOUND VOLTEX IV HEAVENLY HAVEN
- pop'n music: Usagi to Neko to Shōnen no Yume
- GITADORA Tri-Boost Re:EVOLVE

2017
- Nostalgia
- Mahjong Fight Club: Gōka Kenran
- Quiz Magic Academy: THE WORLD EVOLVE
- jubeat Clan
- Nostalgia FORTE
- GITADORA Matixx

2018
- Baseball Collection
- beatmania IIDX 25: Cannon Ballers
- Bishi Bashi Channel
- DANCERUSH Stardom
- Quiz Magic Academy: MAXIVCORD
- beatmania IIDX 26: Rootage
- Mahjong Fight Club: Grand Master
- Nostalgia Op.2
- Bombergirl
- jubeat festo
- pop'n music peace
- GITADORA EXCHAIN

2019
- Baseball Collection Season 2019
- Sound Voltex: Vivid Wave
- Dance Dance Revolution A20
- Quiz Magic Academy: Kiseki no Kōsa -Xross Voyage-
- beatmania IIDX 27: Heroic Verse
- Nostalgia Op.3
- GITADORA NEX+AGE
- beatmania IIDX LIGHTNING MODEL

### 2020
- Baseball Collection Season 2020
- Quiz Magic Academy: Kibou no Toki
- Mahjong Fight Club: Jifēng
- Dance Dance Revolution A20 PLUS
- beatmania IIDX 28: Bistrover
- Busou Shinki: Armored Princess Battle Conductor

### 2021
- Sound Voltex VALKYRIE MODEL
- Sound Voltex Exceed Gear
- Baseball Collection Season 2021
- beatmania IIDX 29: CastHour

TBD
- NEW pop'n music Welcome to Wonderland！
- jubeat (2020)
- Quiz Magic Academy: Mugen no kagami-kai

## 3DO
1995
- Policenauts Pilot Disk
- Policenauts

## MSX
1983
- Antarctic Adventure
- Monkey Academy  (cũng được Philips phát hành với tên VG 8102)
- Time Pilot
- Frogger
- Super Cobra
- Konami's Billiards (còn được gọi là Video Hustler và do Sony phát hành với tên HBS-G008C)
- Sparkie (Sony phát hành)
- Juno First (Sony phát hành)
- Crazy Train (Sony phát hành)

1984
- Athletic Land
- Konami's Mahjong
- Hyper Olympic 1 (còn gọi là Track & Field 1 và Sony phát hành với tên HBS-G010C)
- Hyper Olympic 2 (còn gọi là Track & Field 2 và Sony phát hành với tên HBS-G010C)
- Circus Charlie (Casio phát hành với GPM-105)
- Magical Tree
- Comic Bakery
- Hyper Sports 1
- Cabbage Patch Kids
- Hyper Sports 2 (Sony phát hành với HBS-G012C)
- Sky Jaguar
- Konami's Pinball (never released)
- Badlands (LaserDisc game)
- Road Fighter  (Casio phát hành với tên GPM-116)

1985
- Hyper Rally
- Konami's Tennis (Casio phát hành với GPM-106)
- Konami's Golf
- Konami's Baseball
- Yie-Ar Kung Fu (Casio phát hành với GPM-108)
- King's Valley (Casio phát hành với GPM-110)
- Mopi Ranger (Casio phát hành với GPM-111)
- Pippols
- Konami's Ping Pong
- Konami's Soccer
- Hyper Sports 3
- Game Master
- Konami's Boxing
- Yie-Ar Kung Fu 2  (Casio phát hành với tên gọi GPM-121)
- Pooyan (Hudson phát hành với tên Bee Card)
- Japanese Word Processor

1986
- The Goonies
- Knightmare (Casio phát hành với tên gọi GPM-122)
- TwinBee (MagaCom phát hành SN-215 và Casio là GPM-127)
- Konami's Synthesizer
- Gradius (còn gọi là Nemesis ở Châu Âu)
- Penguin Adventure
- Q*Bert
- Green Beret (trò chơi duy nhất của Konami UK)

1987
- The Maze of Galious
- Gradius 2 (còn gọi là Nemesis 2 ở Châu Âu)
- F1 Spirit
- Shalom
- The Game Master 2
- Salamander (MagaCom phát hành, lấy tên SN-906)

1988
- Parodius
- King's Valley II
- Gofer no Yabō Episode II (Phát hành vối tên Nemesis 3: The Eve of Destruction ở Châu Âu)
- Konami Game Collection 1 (Knightmare, Antarctic Adventure, Yie-Ar Kung Fu, Yie-Ar Kung Fu 2, King's Valley)
- Konami Game Collection 2 (Boxing, Tennis, Video Hustler, Hyper Olympic 1, Hyper Sports 2)
- Konami Game Collection 3 (TwinBee, Super Cobra, Sky Jaguar, Time Pilot, Nemesis)
- Konami Game Collection 4 (Soccer, Ping-Pong, Golf, Hyper Olympic 2, Hyper Sports 3)

1989
- Konami Game Collection Extra

1990
- Teenage Mutant Hero Turtles

## MSX2
1986
- Akumajō Dracula (gọi là Vampire Killer ở Châu Âu)
- King Kong 2: Yomigaeru Densetsu

1987
- Ganbare Goemon
- Hi no Tori
- Metal Gear
- The Treasure of Uşas

1988
- King's Valley II
- The Pro Yakyuu: Gekitotsu; Pennant Race
- Konami's Uranai Sensation
- Snatcher
- Break Shot (never released)

1989
- Contra
- Konami Game Collection Extra (Pippols, Hyper Rally, Road Fighter, Tsururin Kun, Hyper Somen, Title Awase, Go Board)
- The Pro Yakyuu: Gekitotsu; Pennant Race 2
- Hai no Majutsushi (còn gọi là Mah-Jong 2)
- Space Manbow
- Tentochito (không phát hành

1990
- Metal Gear 2: Solid Snake
- Quarth
- SD Snatcher

## MSX2+
1988
- F1 Spirit 3D Special (hai máy tính MSX2 + có thể được liên kết bằng cáp liên kết nhiều người chơi)

## PC
1988
- Contra/Gryzor
- Top Gunner

1989
- Bloodwych
- Boot Camp
- Rush'n Attack
- Teenage Mutant Ninja Turtles/Teenage Mutant Hero Turtles

1990
- Bill Elliott's NASCAR Challenge
- Blades of Steel
- Castlevania
- Double Dribble
- Metal Gear
- Predator 2
- Super C
- Theme Park Mystery

1991
- J.R.R. Tolkien's Riders of Rohan
- Killing Cloud
- Mission: Impossible
- Spacewrecked: 14 Billion Light Years From Earth
- The Simpsons: trò chơi arcade
- The Simpsons: Bart's House of Weirdness
- Teenage Mutant Ninja Turtles: The trò chơi arcade/Teenage Mutant Hero Turtles: The Coin-Op!
- Teenage Mutant Ninja Turtles: Manhattan Missions
- Top Gun: Danger Zone

1992
- Batman Returns
- Plan 9 from Outer Space

1993
- Frontier: Elite 2

1996
- Tokimeki Memorial: Forever With You
- Tokimeki Memorial Taisen: Puzzle Dama

1997
- Gradius Deluxe Pack
- Henry Explorers

1998
- TwinBee PARADISE in Donburishima
- Genso Suikoden
- Vandal Hearts

2000
- Metal Gear Solid: Integral
- The Grinch
- The Mummy
- Woody Woodpecker Racing

2001
- Dancing Karaoke DKara

2002
- Dance Dance Revolution
- ESPN NFL PrimeTime 2002
- Frogger: The Great Quest
- Konami Collector's Series: Castlevania & Contra
- Shadow of Destiny
- Silent Hill 2: Director's Cut
- Whiteout

2003
- Apocalyptica
- Bomberman Collection
- Casino, Inc.
- Frogger Beyond
- Frogger's Adventures: The Rescue
- International Superstar Soccer 3
- Metal Gear Solid 2: Substance
- Pro Evolution Soccer 3
- Silent Hill 3
- Suikoden II
- Teenage Mutant Ninja Turtles
- Yu-Gi-Oh! Power of Chaos: Yugi the Destiny
- Tokimeki Memorial 2 Typing

2004
- Pro Evolution Soccer 4
- Silent Hill 4: The Room
- Teenage Mutant Ninja Turtles 2: Battle Nexus
- Tokimeki Memorial Girl's Side 1st Love Typing
- Yu-Gi-Oh! Power of Chaos: Kaiba the Revenge
- Yu-Gi-Oh! Power of Chaos: Joey the Passion

2005
- Crime Life: Gang Wars
- Pro Evolution Soccer 5
- Teenage Mutant Ninja Turtles: Mutant Melee
- Yu-Gi-Oh! Online
- Tokimeki Factory Vol.1: Tokimeki Memorial Girl's Side
- Tokimeki Factory Vol.2: Tokimeki Memorial Girl's Side

2006
- Busou Shinki
- Pro Evolution Soccer 6
- The Regiment
- Winx Club
- Tokimeki Factory: Tokimeki Memorial 2

2007
- Marvel Trading Card Game
- Tokimeki Memorial Girl's Side 2nd Kiss Typing
- Pro Evolution Soccer 2008
- Yu-Gi-Oh! Online Duel Evolution

2008
- Pro Evolution Soccer 2009
- Silent Hill: Homecoming

2009
- Pro Evolution Soccer 2010
- Saw: The Videogame

2010
- Pro Evolution Soccer 2011

2011
- Pro Evolution Soccer 2012

2012
- Pro Evolution Soccer 2013

2013
- Castlevania: Lords of Shadow
- Pro Evolution Soccer 2014
- The Snowman and the Snowdog

2014
- Metal Gear Rising: Revengeance
- Castlevania: Lords of Shadow 2
- Pro Evolution Soccer 2015
- Metal Gear Solid V: Ground Zeroes

2015
- Metal Gear Solid V: The Phantom Pain
- Pro Evolution Soccer 2016

2016
- Pro Evolution Soccer 2017
- Yu-Gi-Oh! Legacy of the Duelist

2017
- SOUNDVOLTEX III: Gravity Wars e-Amusement Cloud
- Pro Evolution Soccer 2018 (Châu Âu, Úc và Bắc Mỹ) / Winning Eleven 2018 (Nhật Bản & Châu Á)

2018
- Metal Gear Survive
- Pro Evolution Soccer 2019 (Châu Âu, Úc và Bắc Mỹ) / Winning Eleven 2019 (Nhật Bản & Châu Á)
- Super Bomberman R

2019
- Arcade Classics Anniversary Collection
- Castlevania Anniversary Collection
- Contra Anniversary Collection
- Contra: Rogue Corps
- eFootball PES 2020 (Châu Âu, Úc và Bắc Mỹ) / eFootball Winning Eleven 2020 (Nhật Bản & Châu Á)

2020
- Skelattack
- eFootball PES 2021 Season Update (Châu Âu, Úc và Bắc Mỹ) / eFootball Winning Eleven 2021 Season Update (Nhật Bản & Châu Á)

2021
- GetsuFumaDen: Undying Moon
- Crimesight
- Yu-Gi-Oh! Master Duel

### EGG
- Parodius
- Gradius
- Salamander
- Detana!! TwinBee
- Penguin Adventure

## PC-8801
1986
- Gradius
- The Goonies

1988
- Onryou Senki
- Snatcher

1990
- Ten to Chi to

## Picno
- Save Card
- Montage
- Fushigi no kuni no Alice
- Picno de ABC
- Anime enikki
- Picno de AIUEO
- Picno de 123
- Picno Art Puzzle
- Real Montage
- Kīroi Kyōryū-kun Parasa no Obake Taiji
- Dokkin Shinri Game
- Picno de kuku
- Shira Yuki Hime Monogatari
- Nontan to issho anime stamp
- Manfī no fushigina bōken
- Son Gokū no Bōken
- Sen'yō Card Soft

## PC-9821
1994
- Policenauts

## Famicom / NES
1985
- Antarctic Adventure
- Yie Ar Kung-Fu
- Track & Field
- Road Fighter
- Pooyan

1986
- TwinBee
- The Goonies
- Circus Charlie
- Gradius
- Ganbare Goemon: Karakuri Douchuu
-  Castlevania
-  Stinger
- Crackout
- King Kong 2: Ikari no Megaton Punch

1987
- Hi no Tori Hououhen: Gaou no Bouken
- Esper Dream
- The Goonies II
- Rush'n Attack
- Ai Senshi Nicol
- Meikyuu Jiin Dababa
- Smash Ping Pong
- Exciting Billiard
- Getsu Fūma Den
- Double Dribble
- Majō Densetsu II: The Maze of Galious
- Arumana no Kiseki
- Castlevania II: Simon's Quest
- Life Force
- Falsion
- Dragon Scroll
- Doremikko
- Exciting Baseball
- Top Gun
- Exciting Boxing
- Metal Gear

1988
- Konami Wai Wai World
- Contra
- Exciting Soccer: Konami Cup
- Konami Hyper Soccer
- Tetsuwan Atom
- Bio Miracle Bokutte Upa
- Jackal
- Risa no Yōsei Densetsu
- Jarinko Chie
- Blades of Steel
- The Adventures of Bayou Billy
- Konamic Tennis
- Gyruss
- Gradius II
- Skate or Die!

1989
- Ganbare Goemon 2
- Motocross Champion
- Ganbare Pennant Race
- Q*Bert (US version)
- Teenage Mutant Ninja Turtles
- Defender of the Crown
- Cosmic Wars
- Racer Mini Yonku: Japan Cup
- Track & Field II
- TwinBee 3: Poko Poko Daimaō
- Top Gun: The Second Mission
- Castlevania III: Dracula's Curse
- Silent Service
- NHK Gakuen - Space School - Sansu 4 Nen (Ge)
- NHK Gakuen - Space School - Sansu 4 Nen (Jou)
- NHK Gakuen - Space School - Sansu 5 Nen (Ge)
- NHK Gakuen - Space School - Sansu 5 Nen (Jou)
- NHK Gakuen - Space School - Sansu 6 Nen (Ge):
- NHK Gakuen - Space School - Sansu 6 Nen (Jou)

1990
- Ganbare Goemon Gaiden: Kieta Ōgon Kiseru
- Kings of the Beach
- Super C
- Moai-kun
- Mōryō Senki MADARA
- Jack Nicklaus' Greatest 18 Holes of Major Championship Golf
- Quarth
- Snake's Revenge
- Mission: Impossible
- RollerGames
- Akumajō Special: Boku Dracula-kun
- Parodius
- Teenage Mutant Ninja Turtles II: The trò chơi arcade

1991
- Wai Wai World 2: SOS!! Parsley Jō
- Yume Penguin Monogatari
- Ski or Die
- Laser Invasion
- Lagrange Point
- Base Wars
- Crisis Force
- The Lone Ranger
- Where in Time Is Carmen Sandiego?
- Pirates!
- Rampart
- Teenage Mutant Ninja Turtles III: The Manhattan Project
- Tiny Toon Adventures
- Bill Elliott's NASCAR Challenge

1992
- Ganbare Goemon Gaiden 2: Tenka no Zaihō
- Bucky O'Hare
- Monster in My Pocket
- Nightshade
- Star Trek 25th Anniversary
- Esper Dream 2
- King's Quest V: Absence Makes the Heart Go Yonder!
- Contra Force
- Tiny Toon Adventures 2: Trouble in Wackyland
- Tiny Toon Adventures Cartoon Workshop
- Noah's Ark

1993
- Formula 1 Sensation
- Batman Returns
- Zen Intergalactic Ninja
- Rackets & Rivals
- Nigel Mansell's World Championship Racing (Published ở Châu Âu by Konami) (Developed by Gremlin Graphics Software)

1994
- Teenage Mutant Ninja Turtles: Tournament Fighters

## Super Famicom / Super NES
1990
- Gradius III

1991
- The Legend of the Mystical Ninja
- Super Castlevania IV

1992
- Axelay
- Contra III: The Alien Wars
- Cybernator (Assault Suits Valken ở Nhật Bản) (Developed by Masaya)
- Parodius Da! －Shinwa kara Owarai e－
- Prince of Persia (Developed by Masaya)
- Teenage Mutant Ninja Turtles IV: Turtles in Time
- Tiny Toon Adventures: Buster Busts Loose

1993
- Batman Returns
- Ganbare Goemon 2
- Lethal Enforcers
- Mōryō Senki MADARA 2
- NFL Football
- Pop'n Twinbee
- Sunset Riders
- Teenage Mutant Ninja Turtles: Tournament Fighters
- Zombies Ate My Neighbors (Developed by LucasArts)

1994
- The Adventures of Batman & Robin
- Animaniacs
- Biker Mice From Mars
- Ganbare Goemon 3
- Gokujō Parodius! ～Kako no Eikō o Motomete～
- International Superstar Soccer
- Jikkyou Powerful Pro Yakyuu '94
- Twinbee: Rainbow Bell Adventures
- Sparkster
- Shin Mahjong
- Tiny Toon Adventures: Wacky Sports Challenge
- Tsuyoshi Shikkari Shinasai: Taisen Puzzle-dama

1995
- Castlevania: Dracula X
- Chibi Maruko-chan: Mezase! Minami no Island!!
- Ganbare Goemon 4
- International Superstar Soccer Deluxe
- Jikkyō Oshaberi Parodius
- Jikkyou Powerful Pro Yakyuu 2
- Metal Warriors (độc quyền USA) (LucasArts phát triển)
- NBA Give 'n Go

1996
- Jikkyō Power Pro Wrestling '96: Max Voltage
- Jikkyou Powerful Pro Yakyuu '96 Kaimaku Han
- Jikkyou Powerful Pro Yakyuu 3
- Tokimeki Memorial
- Jikkyō Keiba Simulation: Stable Star
- Soreyuke Ebisumaru Karakuri Meiro - Kieta Goemon no Nazo

1997
- Jikkyou Powerful Pro Yakyuu 3 '97 Haru

1998
- Jikkyou Powerful Pro Yakyuu: Basic Han '98

## Nintendo 64
1996
- Mahjong Master
- Jikkyou J. League Perfect Striker

1997
- International Superstar Soccer 64
- Jikkyou Powerful Pro Yakkyuu 4
- Mystical Ninja Starring Goemon

1998
- Castlevania 64
- Deadly Arts
- International Superstar Soccer '98
- NBA In The Zone '98
- Susume! Taisen Puzzle Dama: Toukon! Marutama Chou
- Jikkyou Powerful Pro Yakkyuu 5
- Nagano Winter Olympics '98
- Holy Magic Century (a.k.a. Quest 64)
- NHL Blades of Steel '99
- Rakugakids
- Goemon's Great Adventure

1999
- Castlevania: Legacy of Darkness
- Bottom of the 9th
- Hybrid Heaven
- Jikkyou Powerful Pro Yakkyuu 6
- Jikkyou G1 Stable
- Goemon: Mononoke Sugoroku
- International Superstar Soccer 2000

2000
- NBA In The Zone 2000
- Jikkyou Powerful Pro Yakkyuu 2000
- Dance Dance Revolution Disney's World Dancing Museum

## GameCube
2002
- Winning Eleven 6: Final Evolution
- Captain Tsubasa: Golden Generation Challenge
- Disney Sports Football
- Frogger Beyond
- Disney Sports Skateboarding
- ESPN International Winter Sports 2002
- ESPN MLS ExtraTime 2002
- Evolution Skateboarding
- Hyper Sports Winter 2002
- International Superstar Soccer 2
- Jikkyo Powerful Pro Baseball 9
- Jikkyo World Soccer 2002
- Muscle Champion: Kinnikutou Kessen
- WTA Tour Tennis

2003
- Crash Bandicoot: The Wrath of Cortex (Konami phân phối)
- Teenage Mutant Ninja Turtles
- Disney Sports Basketball
- Frogger's Adventures: The Rescue
- Yu-Gi-Oh! The Falsebound Kingdom
- DreamMix TV World Fighters
- Evolution Snowboarding
- Hikaru no Go
- Hikaru no Go 3
- International Superstar Soccer 3
- Jikkyo Powerful Pro Baseball 10
- Jikkyo Powerful Pro Yakyuu 10 Chou Ketteiban
- The Baseball 2003: Battle Ballpark Sengen Perfect Play Pro Yakyuu

2004
- Metal Gear Solid: The Twin Snakes
- Teenage Mutant Ninja Turtles 2: Battle Nexus
- King Arthur
- Jikkyo Powerful Pro Baseball 11
- Jikkyo Powerful Pro Baseball 11 Chou Ketteiban

2005
- Dance Dance Revolution Mario Mix (Nhật Bản)
- Dance Dance Revolution Mario Mix (Bắc Mỹ)
- Dancing Stage Mario Mix (Châu Âu)
- Dancing Stage Mario Mix (Úc)
- TMNT: Mutant Melee
- Teenage Mutant Ninja Turtles 3: Mutant Nightmare
- Karaoke Revolution Party
- Frogger: Ancient Shadow
- Jikkyo Powerful Pro Baseball 12
- Jikkyo Powerful Pro Baseball 12 Chou Ketteiban
- Rave Master

2006
- Powerful Pro Major League Baseball

2007
- Korokke! Pan Ou no Kiki wo Sukue (Cancelled)
- Street Kings

## Wii
2006
- Elebits

2007
- Dance Dance Revolution Hottest Party
- Dewy's Adventure
- MLB Power Pros

2008
- Castlevania Judgement
- Dance Dance Revolution Hottest Party 2
- Death Jr. II: Root of Evil
- Lost in Blue: Shipwrecked
- Pro Evolution Soccer 2008
- Gradius Rebirth
- Critter Round-Up

- Guinness World Records: The Video Game

2009
- Pro Evolution Soccer 2009
- Silent Hill: Shattered Memories
- Scene It? Twilight
- Castlevania: The Adventure ReBirth
- Tomena Sanner
- Sandy Beach
- Driift Mania
- Pop'n Music Wii
- Contra ReBirth
- Ant Nation
- Dance Dance Revolution Hottest Party 3
- Dance Dance Revolution Winx Club
- Tornado Outbreak
- Yu-Gi-Oh! 5D's Whellie Breakers

2010
- Pro Evolution Soccer 2010
- Def Jam Rapstar
- Ben 10 Alien Force: The Rise of Hex
- Yard Sale Hidden Treasures: Sunnyville
- Dance Dance Revolution
- Gormiti: The Lords of Nature!
- Yu-Gi-Oh! 5D's: Master of the Cards (Nhật Bản) / Yu-Gi-Oh! 5D's: Duel Transer (Bắc Mỹ & Châu Âu)

2011
- Dance Dance Revolution II
- Ra.One (độc quyền Châu Âu)

### Virtual Console
- Super Castlevania IV
- Contra III: The Alien Wars
- Gradius
- Teenage Mutant Ninja Turtles
- Road Fighter
- Gradius III
- Castlevania
- The Legend of the Mystical Ninja
- Gradius II: Ambition of Gofer
- Konami's Ping Pong
- Antarctic Adventure
- Salamander
- Detana! Twinbee
- Super C
- Esper Dream
- Axelay
- Cybernator
- Castlevania II: Simon's Quest
- Ganbare Goemon! Karakuri Dōchū
- Getsu Fūma Den
- Double Dribble
- Parodius
- Space Manbow
- Bio Miracle Bokutte Upa
- Ganbare Goemon 3: Shichijuurokubei no Karakuri Manji Gatame
- Ganbare Goemon Gaiden: Kieta Ōgon Kiseru
- Castlevania: Rondo of Blood

## Wii U

### Virtual Console
- Parodius
- Space Manbow
- Super Castlevania IV
- Contra III: The Alien Wars
- Gradius
- The Legend of the Mystical Ninja
- Penguin Adventure

## Sega Mega Drive/Genesis
1992
- Sunset Riders
- Teenage Mutant Ninja Turtles: The Hyperstone Heist

1993
- Lethal Enforcers
- Rocket Knight Adventures
- Teenage Mutant Ninja Turtles: Tournament Fighters
- Tiny Toon Adventures: Buster's Hidden Treasure
- Zombies Ate My Neighbors

1994
- Animaniacs
- Castlevania: Bloodlines
- Contra: Hard Corps
- Double Dribble: The Playoff Edition
- Lethal Enforcers II: Gunfighters
- Nigel Mansell's World Championship Racing (Published ở Châu Âu by Konami) (Developed by Gremlin Graphics Software)
- Sparkster: Rocket Knight Adventures 2
- Tiny Toon Adventures: ACME All-Stars

1996
- International Superstar Soccer Deluxe

## Sega Mega-CD
1993
- Lethal Enforcers

1994
- Lethal Enforcers II: Gunfighters
- Snatcher

## Sega Saturn
1995
- Chibi Maruko-Chan: No Taisen Puzzle Dama
- Detana Twinbee Yahho! Deluxe Pack
- Eisei Meijin
- Gokujō Parodius Da! Deluxe Pack
- Jikkyō Powerful Pro Yakyū '95

1996
- Bottom of the 9th
- Eisei Meijin II
- Gradius Deluxe Pack
- Jikkyō Oshaberi Parodius: Forever with Me
- Policenauts
- Sexy Parodius
- Snatcher
- Tokimeki Memorial: Forever With You
- Tokimeki Memorial Taisen: Puzzle Dama

1997
- Contra: Legacy of War
- Crypt Killer
- Jikkyō Powerful Pro Yakyū S
- Salamander Deluxe Pack Plus
- Tokimeki Memorial Drama Series Vol. 1: Nijiiro no Seishun
- Tokimeki Memorial Selection: Fujisaki Shiori
- Tokimeki Memorial Taisen: Tokkae Dama
- Vandal Hearts
- Whizz

1998
- Akumajō Dracula X: Gekka no Yasōkyoku (Castlevania: Symphony of the Night)
- Genso Suikoden
- J-League Jikkyō Honoo no Striker
- Konami Antiques MSX Collection Ultra Pack
- Tokimeki Memorial Drama Series Vol. 2: Irodori no Love Song
- Yoshimura Shogi

1999
- Tokimeki Memorial Drama Series Vol. 3: Tabidachi no Uta

## Dreamcast
1999
- Airforce Delta (Nhật Bản & Bắc Mỹ) / Deadly Skies (Châu Âu)
- Dancing Blade: Katte ni Momo Tenshi
- Dancing Blade: Katte ni Momo Tenshi II - Tears Of Eden
- Eisei Meijin III
- Pop'n Music
- Pop'n Music 2

2000
- Dance Dance Revolution 2ndMix
- Dance Dance Revolution Club Version Dreamcast Edition
- ESPN International Track & Field
- ESPN NBA 2Night
- Jikkyō Powerful Pro Yakyū Dreamcast Edition
- Nightmare Creatures II
- Pop'n Music 3 Append Disc
- Pop'n Music 4 Append Disc
- Silent Scope
- The Grinch

## PlayStation
1994
- Gokujō Parodius Da! Deluxe Pack
- TwinBee Taisen Puzzle Dama

1995
- Detana TwinBee Yahho! Deluxe Pack
- Eisei Meijin
- J-League Winning Eleven
- Jikkyou Powerful Pro Baseball '95
- NBA In The Zone
- Suikoden
- Tokimeki Memorial: Forever With You

1996
- Bottom of the 9th
- Contra: Legacy of War
- Eisei Meijin II
- The Final Round
- Goal Storm
- Gradius Deluxe Pack
- International Track & Field
- J-League Jikkyō Winning Eleven 97
- Jikkyou Oshaberi Parodius: Forever with Me
- Konami Open Golf
- Lightning Legend
- NFL Full Contact
- Pachinko Dream
- Policenauts
- Policenauts Private Collection
- Project Overkill
- Sexy Parodius
- Snatcher
- Speed King
- Susume! Taisen Pazurudama
- Tokimeki Memorial Private Collection
- Vandal Hearts

1997
- Broken Helix
- Castlevania: Symphony of the Night
- Crypt Killer
- Goal Storm '97
- Gradius Gaiden
- International Super Star Soccer Pro
- Lethal Enforcers I & II
- Midnight Run
- Nagano Winter Olympics '98
- Paro Wars
- Poy Poy
- Vandal Hearts
- Salamander Deluxe Pack Plus

1998
- Azure Dreams
- Bishi Bashi Special
- Bottom of The 9th '99
- The Contra Adventure
- Dancing Blade Katteni Momotenshi!
- G-Shock
- G.A.S.P!! Fighters' NEXTream
- Hellnight
- International Superstar Soccer '98
- Kensei: Sacred Fist
- Metal Gear Solid
- Nagano Winter Olympics '98
- NBA In The Zone '98
- Poitter's Point 2
- Tokimeki no Houkago
- beatmania
- beatmania APPEND 3rdMIX mini
- beatmania APPEND 3rdMIX
- Magical Medical
- Yu-Gi-Oh! Monster Capsule: Breed & Battle

1999
- Blades of Steel '99
- Dance Dance Revolution
- Dance Dance Revolution 2ndReMix
- Dance Dance Revolution 2ndReMix Append Club Version Vol.1
- Dance Dance Revolution 2ndReMix Append Club Version Vol.2
- Dancing Blade Katteni Momotenshi II ~Tears of Eden~
- Dancing Stage featuring True Kiss Destination
- Fisherman's Bait: A Bass Challenge
- GuitarFreaks
- Gungage
- International Track & Field 2000
- Konami Arcade Classics
- Metal Gear Solid: VR Missions
- NBA In The Zone '99
- Poy Poy 2
- Silent Hill
- Soul of the Samurai (called Ronin Blade ở Châu Âu)
- Suikoden II
- Tokimeki Memorial 2
- Vandal Hearts II
- beatmania APPEND GOTTAMIX
- beatmania APPEND 4thMIX
- pop'n music
- pop'n music 2
- Yu-Gi-Oh! True Duel Monsters: Sealed Memories (Nhật Bản) / Yu-Gi-Oh! Forbidden Memories (Bắc Mỹ & Châu Âu)
- Glint Glitters
- Goo! Goo! Soundy
- Harlem Beat: You're the One

2000
- Dance Dance Revolution 3rdMix
- Dance Dance Revolution Best Hits
- Dance Dance Revolution Disney's Rave
- Dancing Stage EuroMix (Châu Âu)
- Dancing Stage EuroMix (Úc)
- Dancing Stage featuring Dreams Come True
- ESPN Great Outdoor Games: Bass Fishing
- ESPN MLS Game Night
- The Grinch
- ISS Pro Evolution
- The Mummy
- Oha Star Dance Dance Revolution
- NHL Blades of Steel 2000
- Winning Eleven 2000
- Woody Woodpecker Racing
- beatmania APPEND 5thMIX
- beatmania BEST HITS
- beatmania APPEND ClubMIX
- beatmania APPEND GOTTAMIX2 ~Going Global~
- beatmania (Châu Âu)
- beatmania featuring Dreams Come True
- pop'n music: Animation Melody
- pop'n music: Disney Tunes
- pop'n music 3
- pop'n music 4
- Hyper Pachinko
- Genso Suiko Gaiden Vol. 1: Harmonia no Kenshi

2001
- Castlevania Chronicles
- Dance Dance Revolution
- Dance Dance Revolution 4thMix
- Dance Dance Revolution 5thMix
- Dance Dance Revolution Disney Mix
- Dancing Stage Disney Mix (Châu Âu)
- Dancing Stage Disney Mix (Úc)
- F1 World Grand Prix 2000
- ISS Pro Evolution 2
- beatmania THE SOUND OF TOKYO
- pop'n music 5
- Tekunobībī

2002
- Captain Tsubasa: Aratanaru Densetsu Joshou
- Dance Dance Revolution Konamix
- Dancing Stage Party Edition
- Mini Moni Dice de Pyon!
- Martial Beat
- Winning Eleven 2002
- beatmania 6thMIX + CORE REMIX
- pop'n music 6
- Super GALS! Kotobuki Ran Special -> Coolmen Get You Gals Party ->
- Mini Moni Step Pyon Pyon Pyon

2003
- Dancing Stage Fever (Châu Âu)
- Dancing Stage Fever (Úc)
- Pinobee

2004
- Dancing Stage Fusion

Cancelled Games
- Kumite: The Fighter's Edge
- Monster Force
- Pinky & the Brain
- TwinBee Miracle
- Konami Rally

## PlayStation 2
2000
- 7 Blades
- DrumMania
- Bouken Jidai Katsugeki Goemon
- ESPN International Track & Field
- ESPN X-Games Snowboarding
- Gradius III & IV
- Guitar Freaks 3rd Mix & DrumMania 2nd Mix
- Silent Scope
- Winning Eleven 5
- beatmania IIDX 3rd Style

2001
- Crash Bandicoot: The Wrath of Cortex (Konami phân phối)
- Ephemeral Fantasia
- ESPN MLS ExtraTime
- ESPN NBA 2Night
- ESPN NFL Primetime 2002
- ESPN National Hockey Night
- ESPN X-Games Skateboarding
- Frogger: The Great Quest
- Metal Gear Solid 2: Sons of Liberty
- ParaParaParadise
- Police 911
- Pro Evolution Soccer (Châu Âu & Úc) / Winning Eleven 5 (Nhật Bản, Châu Á & Bắc Mỹ)
- Ring of Red
- Shadow of Memories
- Silent Hill 2
- Silent Scope 2: Dark Silhouette
- Tokimeki Memorial 3
- Yu-Gi-Oh! True Duel Monsters II: Inherited Memories (Nhật Bản) / Yu-Gi-Oh! The Duelists of the Roses (Bắc Mỹ & Châu Âu)
- Zone of the Enders
- beatmania IIDX 4th Style
- beatmania IIDX 5th Style
- KEYBOARDMANIA

2002
- Contra: Shattered Soldier
- DDRMAX Dance Dance Revolution
- DDRMAX Dance Dance Revolution 6thMix
- ESPN International Winter Sports
- ESPN NBA 2Night 2002
- ESPN Winter X-Games Snowboarding 2002
- Evolution Skateboarding
- Evolution Snowboarding
- Konami's Moto-X
- NBA Starting Five
- Pro Evolution Soccer 2 (Châu Âu & Úc) / Winning Eleven 6 (Nhật Bản, Châu Á & Bắc Mỹ)
- Silent Scope 3
- Suikoden III
- Tokimeki Memorial Girl's Side
- Whiteout
- WTA Tour Tennis
- beatmania IIDX 6th Style
- pop'n music 7
- KEYBOARDMANIA II (2nd & 3rdMIX)

2003
- Castlevania: Lament of Innocence
- DreamMix TV World Fighters
- Dance Dance Revolution Extreme (Nhật Bản)
- Dance Dance Revolution Party Collection
- Dancing Stage Fever
- Dancing Stage MegaMix (Châu Âu)
- Dancing Stage MegaMix (Úc)
- DDRMAX2 Dance Dance Revolution
- DDRMAX2 Dance Dance Revolution 7thMix
- Fisherman's Challenge
- Frogger Beyond
- K-1 World Grand Prix
- Metal Gear Solid 2: Substance
- Pro Evolution Soccer 3 (Châu Âu & Úc) / Winning Eleven 7 (Nhật Bản, Châu Á & Bắc Mỹ)
- Silent Hill 3
- Teenage Mutant Ninja Turtles
- Tour de France: Centenary Edition
- Winning Eleven 6: Final Evolution (Nhật Bản)
- Yu-Gi-Oh! The Duelists of the Roses
- Zone of the Enders: The 2nd Runner
- pop'n music 8
- pop'n music BEST HITS
- Gegege no Kitaro

2004
- Airforce Delta Strike (Bắc Mỹ) / Airforce Delta: Blue Wing Knights (Nhật Bản) / Deadly Skies III (Châu Âu)
- Cy Girls
- Dance Dance Revolution Extreme (Bắc Mỹ)
- Dancing Stage Fusion (Châu Âu)
- Dancing Stage Fusion (Úc)
- DDR Festival Dance Dance Revolution
- Firefighter F.D. 18
- Flame of Recca: Final Burning
- Gradius V
- Lifeline
- Meine Liebe
- Metal Gear Solid 3: Snake Eater
- Neo Contra
- Pro Evolution Soccer 4 (Châu Âu & Úc) / Winning Eleven 8 (Nhật Bản, Châu Á & Bắc Mỹ)
- Silent Hill 4: The Room
- Suikoden IV
- Teenage Mutant Ninja Turtles 2: Battle Nexus
- U Move Super Sports
- Winning Eleven 7 International (Nhật Bản)
- Yu-Gi-Oh! Capsule Monster Coliseum
- Beatmania IIDX 7th Style
- Beatmania IIDX 8th Style
- pop'n music 9
- pop'n music 10

2005
- Castlevania: Curse of Darkness
- Crime Life: Gang Wars
- Dance Dance Revolution Extreme 2
- Dancing Stage Max
- Enthusia Professional Racing
- Gantz: The Game
- Metal Gear Solid 3: Subsistence
- Nano Breaker
- Pro Evolution Soccer 5 (Châu Âu & Úc) / Winning Eleven 9 (Nhật Bản, Châu Á & Bắc Mỹ)
- Rumble Roses
- S.L.A.I.: Steel Lancer Arena International
- Suikoden Tactics
- Teenage Mutant Ninja Turtles 3: Mutant Nightmare
- Wallace & Gromit:The Curse Of The Were-rabbit
- OZ - Over Zenith (Nhật Bản)
- OZ - Over Zenith (Châu Âu)
- Beatmania IIDX 9th Style
- Beatmania IIDX 10th Style
- pop'n music 11

2006
- Dance Dance Revolution Strike
- Dance Dance Revolution SuperNova (Bắc Mỹ)
- Bleach: Blade Battlers
- Arcana Heart
- Pro Evolution Soccer 6 (Châu Âu & Úc) / Winning Eleven 2007 (Bắc Mỹ) / Winning Eleven 10 (Nhật Bản & Châu Á)
- Suikoden V
- Negima!? 3rd Time
- Beatmania (Bắc Mỹ)
- Beatmania IIDX 11: IIDXRED
- Beatmania IIDX 12: Happy Sky
- pop'n music 12: IROHA
- Pop'n Music 13 Carnival
- GuitarFreaks V & DrumMania V

2007
- Dance Dance Revolution SuperNova (Nhật Bản)
- Dance Dance Revolution SuperNova 2 (Bắc Mỹ)
- Bleach: Blade Battlers 2nd
- Dancing Stage SuperNova
- Flatout 2 (Konami xuất bản tại Nhật Bản, Empire Interactive xuất bản trên toàn thế giới)
- Negima!? Dreaming Princess
- Pro Evolution Soccer 2008 (Châu Âu, Úc và Bắc Mỹ) / Winning Eleven 2008 (Nhật Bản & Châu Á)
- Beatmania IIDX 13: Distorted
- pop'n music 14: FEVER!
- Yu-Gi-Oh! Duel Monsters GX: Tag Force Evolution (Nhật Bản) / Yu-Gi-Oh! GX: Tag Force Evolution (Châu Âu) / Yu-Gi-Oh! GX: The Beginning of Destiny (Bắc Mỹ)

2008
- Dance Dance Revolution Disney Channel Edition
- Dance Dance Revolution SuperNova 2 (Nhật Bản)
- Dance Dance Revolution X (Bắc Mỹ)
- Pro Evolution Soccer 2009 (Châu Âu, Úc và Bắc Mỹ) / Winning Eleven 2009 (Nhật Bản & Châu Á)
- Silent Hill: Origins
- Beatmania IIDX 14: Gold
- Beatmania IIDX 15: DJ Troopers

2009
- Dance Dance Revolution X (Nhật Bản)
- J-League Winning Eleven 2009 Club Championship (độc quyền Nhật Bản)
- Suggoi! Arcana Heart 2
- Pro Evolution Soccer 2010 (Châu Âu, Úc và Bắc Mỹ) / Winning Eleven 2010 (Nhật Bản & Châu Á)
- beatmania IIDX 16: Empress + Premium Best (độc quyền Nhật Bản)

2010
- Silent Hill: Shattered Memories
- Pro Yakyuu Spirits 2010 (độc quyền Nhật Bản)
- Pro Evolution Soccer 2011 (Châu Âu, Úc và Bắc Mỹ) / Winning Eleven 2011 (Nhật Bản & Châu Á)

2011
- Pro Evolution Soccer 2012 (Châu Âu, Úc và Bắc Mỹ) / Winning Eleven 2012 (Nhật Bản & Châu Á)

2012
- Pro Evolution Soccer 2013 (Châu Âu, Úc và Bắc Mỹ) / Winning Eleven 2013 (Nhật Bản & Châu Á)

## PlayStation 3
2006
- Mahjong Fight Club

2007
- Pro Evolution Soccer 2008 (Châu Âu, Úc và Bắc Mỹ) / Winning Eleven 2008 (Nhật Bản & Châu Á)
- Pro Yakyuu Spirits 4 (độc quyền Nhật Bản)

2008
- American Idol 
- Hellboy: Science of Evil (Bắc Mỹ & Châu Âu)
- Metal Gear Solid 4: Guns of the Patriots
- Metal Gear Online
- Pro Evolution Soccer 2009 (Châu Âu, Úc và Bắc Mỹ) / Winning Eleven 2009 (Nhật Bản & Châu Á)
- Pro Yakyuu Spirits 5 (độc quyền Nhật Bản)
- Silent Hill: Homecoming

2009
- Pro Yakyuu Spirits 6 (độc quyền Nhật Bản)
- Pro Evolution Soccer 2010 (Châu Âu, Úc và Bắc Mỹ) / Winning Eleven 2010 (Nhật Bản & Châu Á)
- Tornado Outbreak

2010
- Saw: The Video Game
- Castlevania: Lords of Shadow
- Pro Evolution Soccer 2011 (Châu Âu, Úc và Bắc Mỹ) / Winning Eleven 2011 (Nhật Bản & Châu Á)
- Def Jam Rapstar
- Pro Yakyuu Spirits 2010 (độc quyền Nhật Bản)
- Dance Dance Revolution
- No More Heroes: Heroes' Paradise

2011
- El Shaddai: Ascension of the Metatron (độc quyền Châu Âu)
- Pro Yakyuu Spirits 2011 (độc quyền Nhật Bản)
- Metal Gear Solid HD Collection
- Bleach: Soul Resurrección
- Pro Evolution Soccer 2012 (Châu Âu, Úc và Bắc Mỹ) / Winning Eleven 2012 (Nhật Bản & Châu Á)
- Ra.One (Châu Âu & Nhật Bản)

2012
- Birds of Steel
- Blades of Time
- Silent Hill Downpour
- Pro Yakyuu Spirits 2012 (độc quyền Nhật Bản)
- NeverDead
- Silent Hill HD Collection
- Arcana Heart 3
- Zone of the Enders HD Collection
- Doctor Who: The Eternity Clock
- Pro Evolution Soccer 2013 (Châu Âu, Úc và Bắc Mỹ) / Winning Eleven 2013 (Nhật Bản & Châu Á)

2013
- Metal Gear Rising: Revengeance
- Pro Yakyuu Spirits 2013 (độc quyền Nhật Bản)
- Pro Evolution Soccer 2014 (Châu Âu, Úc và Bắc Mỹ) / Winning Eleven 2014 (Nhật Bản & Châu Á)
- The Snowman and the Snowdog (Châu Âu, Úc, USA, Nhật Bản & Châu Á)

2014
- Castlevania: Lords of Shadow 2
- Pro Yakyuu Spirits 2014 (độc quyền Nhật Bản)
- Metal Gear Solid V: Ground Zeroes
- Pro Evolution Soccer 2015 (Châu Âu, Úc và Bắc Mỹ) / Winning Eleven 2015 (Nhật Bản & Châu Á)

2015
- Pro Yakyuu Spirits 2015 (độc quyền Nhật Bản)
- Metal Gear Solid V: The Phantom Pain
- Pro Evolution Soccer 2016 (Châu Âu, Úc và Bắc Mỹ) / Winning Eleven 2016 (Nhật Bản & Châu Á)

2016
- Jikkyou Powerful Pro Baseball 2016
- Pro Evolution Soccer 2017 (Châu Âu, Úc và Bắc Mỹ) / Winning Eleven 2017 (Nhật Bản & Châu Á)

2017
- Jikkyou Powerful Pro Yakyuu Championship 2017
- Pro Evolution Soccer 2018 (Châu Âu, Úc và Bắc Mỹ) / Winning Eleven 2018 (Nhật Bản & Châu Á)

### PlayStation Network
- Castlevania: Harmony of Despair
- Detana!! TwinBee
- GTI Club+: Rally Côte d'Azur
- Yu-Gi-Oh! 5D's Decade Duels
- Yu-Gi-Oh! Legacy of the Duelist
- Yu-Gi-Oh! Millenium Duels (độc quyền Bắc Mỹ)
- Zombie Apocalypse

## PlayStation 4
2014
- Metal Gear Solid V: Ground Zeroes
- Pro Evolution Soccer 2015 (Châu Âu, Úc và Bắc Mỹ) / Winning Eleven 2015 (Nhật Bản & Châu Á)

2015
- Metal Gear Solid V: The Phantom Pain
- Pro Evolution Soccer 2016 (Châu Âu, Úc và Bắc Mỹ) / Winning Eleven 2016 (Nhật Bản & Châu Á)

2016
- Jikkyou Powerful Pro Baseball 2016 (độc quyền Nhật Bản)
- Pro Evolution Soccer 2017 (Châu Âu, Úc và Bắc Mỹ) / Winning Eleven 2017 (Nhật Bản & Châu Á)

2017
- Pro Evolution Soccer 2018 (Châu Âu, Úc và Bắc Mỹ) / Winning Eleven 2018 (Nhật Bản & Châu Á)

2018
- Jikkyou Powerful Pro Baseball 2018 (độc quyền Nhật Bản)
- Mantis Burn Racing (Độc quyền định dạng kỹ thuật số ở Nhật Bản)
- Metal Gear Survive
- Pro Evolution Soccer 2019 (Châu Âu, Úc và Bắc Mỹ) / Winning Eleven 2019 (Nhật Bản & Châu Á)
- Super Bomberman R
- Zone of the Enders: The 2nd Runner MARS (Châu Âu, Úc và Bắc Mỹ)/Anubis: Zone of The Enders MARS (Nhật Bản & Châu Á)

2019
- Arcade Classics Anniversary Collection
- Castlevania Anniversary Collection
- Contra Anniversary Collection
- Pro Evolution Soccer 2020 (Châu Âu, Úc và Bắc Mỹ) / Winning Eleven 2020 (Nhật Bản & Châu Á)

2020
- eBaseball Powerful Pro Baseball 2020 (Nhật Bản & Châu Á)
- eFootball PES 2021 Season Update
- Skelattack

2021
- Super Bomberman R Online
- Yu-Gi-Oh! Master Duel

### PS4 tải về
- Yu-Gi-Oh! Legacy of the Duelist
- Scramble
- Mr. Goemon
- Gradius
- A-jax
- Salamander
- TwinBee
- Flak Attack
- Gradius II
- Thunder Cross
- Haunted Castle
- Jikkyou Powerful Pro Baseball: Success Special (ja) (độc quyền Nhật Bản)
- Jikkyou Powerful Pro Yakyuu Championship 2017 (ja) (độc quyền Nhật Bản)
- Jikkyou Powerful Pro Yakyuu Championship 2018 (độc quyền Nhật Bản)

## Playstation 5
2021
- Super Bomberman R Online
- Yu-Gi-Oh! Master Duel
- eFootball

## Sharp X68000
1986
- Salamander
- TwinBee (year To be determined)

1987
- Gradius

1989
- A Jax

1990
- Quarth

1991
- Parodius Da!
- Detana!! TwinBee

1992
- Gradius II
- Nama Baseball '68

1993
- Akumajō Dracula
- Nemesis 90' Kai

## PC Engine
1991
- Gradius
- Salamander

1992
- Parodius Da!
- Detana!! Twinbee

## PC-Engine (Super CD-ROM²)
1992
- Gradius II: Gofer no Yabō
- Snatcher

1993
- Akumajou Dracula X: Chi no Rondo
- Martial Champion

1994
- Tokimeki Memorial

## Xbox
2001
- Airforce Delta Storm (Bắc Mỹ) / Airforce Delta II (Nhật Bản) / Deadly Skies (Châu Âu)
- Silent Hill 2: Restless Dreams (Bắc Mỹ)

2002
- Crash Bandicoot: The Wrath of Cortex (Konami phân phối)
- Metal Gear Solid 2: Substance
- Shadow of Memories (độc quyền Châu Âu)
- Silent Hill 2: Inner Fears (Châu Âu)

2003
- Dance Dance Revolution Ultramix (United States of America)
- Teenage Mutant Ninja Turtles

2004
- Dance Dance Revolution Ultramix (Bắc Mỹ)
- Dance Dance Revolution Ultramix 2
- Dancing Stage Unleashed
- Pro Evolution Soccer 4 (Châu Âu & Úc) / Winning Eleven 8 International (Bắc Mỹ)
- Silent Hill 4: The Room
- Silent Scope Complete
- Teenage Mutant Ninja Turtles 2: Battle Nexus
- Yu-Gi-Oh! The Dawn of Destiny

2005
- Castlevania: Curse of Darkness
- Dance Dance Revolution Ultramix 3
- Dancing Stage Unleashed 2
- Teenage Mutant Ninja Turtles 3: Mutant Nightmare
- Teenage Mutant Ninja Turtles: Mutant Melee
- Pro Evolution Soccer 5 (Châu Âu & Úc)/Winning Eleven 9 (Bắc Mỹ)

2006
- Dance Dance Revolution Ultramix 4
- Dancing Stage Unleashed 2

## Xbox 360
2006
- Bomberman: Act Zero (Nhật Bản, Bắc Mỹ & Châu Âu)
- Pro Evolution Soccer 6 (Châu Âu & Úc) / Winning Eleven 2007 (Bắc Mỹ) / Winning Eleven X (Nhật Bản & Châu Á)
- Pro Yakyuu Spirits 3 (độc quyền Nhật Bản)
- Rumble Roses XX (Nhật Bản, Bắc Mỹ & Châu Âu)

2007
- Dance Dance Revolution Universe (Bắc Mỹ)
- Dance Dance Revolution Universe 2 (Bắc Mỹ)
- Dancing Stage Universe (Châu Âu)
- Pro Evolution Soccer 2008 (Châu Âu, Úc và Bắc Mỹ) / Winning Eleven 2008 (Nhật Bản & Châu Á)

2008
- Dance Dance Revolution Universe 3 (Bắc Mỹ)
- Hellboy: The Science of Evil (Bắc Mỹ & Châu Âu)
- Otomedius Gorgeous (độc quyền Nhật Bản)
- Pro Evolution Soccer 2009 (Châu Âu, Úc và Bắc Mỹ) / Winning Eleven 2009 (Nhật Bản & Châu Á)
- Silent Hill: Homecoming

2009
- Dance Dance Revolution Universe 3 Chinese Music Special Edition (Asia)
- Pro Evolution Soccer 2010 (Châu Âu, Úc và Bắc Mỹ) / Winning Eleven 2010 (Nhật Bản & Châu Á)
- Saw: The Video Game
- Tornado Outbreak

2010
- Adrenalin Misfits
- Castlevania: Lords of Shadow
- Def Jam Rapstar
- Dance Masters (Bắc Mỹ) / DanceEvolution (Châu Âu, Úc & Nhật Bản)
- Ninety-Nine Nights II
- No More Heroes: Heroes' Paradise (độc quyền Nhật Bản)
- Pro Evolution Soccer 2011 (Châu Âu, Úc và Bắc Mỹ) / Winning Eleven 2011 (Nhật Bản & Châu Á)

2011
- El Shaddai: Ascension of the Metatron (độc quyền Châu Âu)
- Dance Dance Revolution
- Metal Gear Solid HD Collection
- Otomedius Excellent
- Pro Evolution Soccer 2012 (Châu Âu, Úc và Bắc Mỹ)/Winning Eleven 2012 (Nhật Bản & Châu Á)

2012
- Birds of Steel
- Blades of Time
- NeverDead
- Pro Evolution Soccer 2013 (Châu Âu, Úc và Bắc Mỹ)/Winning Eleven 2013 (Nhật Bản & Châu Á)
- Silent Hill Downpour
- Silent Hill HD Collection
- Zone of the Enders HD Collection

2013
- Metal Gear Rising: Revengeance
- Pro Evolution Soccer 2014 (Châu Âu, Úc và Bắc Mỹ)/Winning Eleven 2014 (Nhật Bản & Châu Á)
- The Snowman and the Snowdog (Châu Âu, Úc, USA, Nhật Bản & Châu Á)

2014
- Castlevania: Lords of Shadow 2
- Metal Gear Solid V: Ground Zeroes
- Pro Evolution Soccer 2015 (Châu Âu, Úc và Bắc Mỹ) / Winning Eleven 2015 (Nhật Bản & Châu Á)

2015
- Metal Gear Solid V: The Phantom Pain
- Pro Evolution Soccer 2016 (Châu Âu, Úc và Bắc Mỹ) / Winning Eleven 2016 (Nhật Bản & Châu Á)

2016
- Pro Evolution Soccer 2017 (Châu Âu, Úc và Bắc Mỹ) / Winning Eleven 2017 (Nhật Bản & Châu Á)

2017
- Pro Evolution Soccer 2018 (Châu Âu, Úc và Bắc Mỹ) / Winning Eleven 2018 (Nhật Bản & Châu Á)

### Xbox Live Arcade
- BurgerTime World Tour
- Castlevania: Harmony of Despair
- Castlevania: Symphony of the Night
- Coffeetime Crosswords
- Contra
- Frogger
- Frogger 2
- Frogger: Hyper Arcade Edition
- Gyruss
- Leedmees
- Rhythm Party
- Rush'n Attack
- Rush'n Attack: Ex-Patriot
- Scramble
- Skullgirls
- Super Contra
- Teenage Mutant Ninja Turtles
- Time Pilot
- Track & Field
- The Simpsons trò chơi arcade
- Vandal Hearts: Flames of Judgment
- Yie Ar Kung Fu
- Yu-Gi-Oh! 5D's: Decade Duels
- Yu-Gi-Oh! Legacy of the Duelist
- Yu-Gi-Oh! Millenium Duels
- X-Men
- Zombie Apocalypse

## Xbox One
2014
- Metal Gear Solid V: Ground Zeroes
- Pro Evolution Soccer 2015 (Châu Âu, Úc và Bắc Mỹ) / Winning Eleven 2015 (Nhật Bản & Châu Á)

2015
- Yu-Gi-Oh! Legacy of the Duelist
- Metal Gear Solid V: The Phantom Pain
- Pro Evolution Soccer 2016 (Châu Âu, Úc và Bắc Mỹ) / Winning Eleven 2016 (Nhật Bản & Châu Á)

2016
- Pro Evolution Soccer 2017 (Châu Âu, Úc và Bắc Mỹ) / Winning Eleven 2017 (Nhật Bản & Châu Á)

2017
- Pro Evolution Soccer 2018 (Châu Âu, Úc và Bắc Mỹ) / Winning Eleven 2018 (Nhật Bản & Châu Á)

2018
- Metal Gear Survive
- Pro Evolution Soccer 2019 (Châu Âu, Úc và Bắc Mỹ) / Winning Eleven 2019 (Nhật Bản & Châu Á)
- Super Bomberman R

2019
- Arcade Classics Anniversary Collection
- Castlevania Anniversary Collection
- Contra Anniversary Collection
- Contra: Rogue Corps
- eFootball PES 2020

2020
- Skelattack

2021
- Super Bomberman R Online
- Yu-Gi-Oh! Master Duel
- eFootball

## Xbox Series X/S
2021
- Super Bomberman R Online
- Yu-Gi-Oh! Master Duel
- eFootball

## Game Boy
1989
- The Castlevania Adventure
- Motocross Maniacs

1990
- Quarth
- NFL Football
- Skate or Die: Bad 'n Rad
- Nemesis
- Teenage Mutant Ninja Turtles: Fall of the Foot Clan

1991
- Operation C
- Bill Elliott's NASCAR Challenge
- Double Dribble
- Cave Noire
- Castlevania II: Belmont's Revenge
- Blades of Steel
- Nemesis II (gọi là Gradius: The Interstellar Assault ở Bắc Mỹ.)
- Ganbare Goemon: Sarawareta Ebisumaru!

1992
- Star Trek 25th Anniversary
- Teenage Mutant Ninja Turtles II: Back from the Sewers
- Track and Field
- World Circuit Series
- Ultra Golf
- Nanonote
- Tiny Toon Adventures: Babs' Big Break

1993
- Zen: Intergalactic Ninja
- Tiny Toon Adventures 2: Montana's Movie Madness
- Top Gun: Guts and Glory
- Kid Dracula
- Raging Fighter
- Batman: The Animated Series
- Teenage Mutant Ninja Turtles III: Radical Rescue
- God Medicine

1994
- Contra: The Alien Wars
- Tiny Toon Adventures: Wacky Sports Challenge

1995
- Animaniacs

1997
- Castlevania Legends
- Mystical Ninja Starring Goemon

1998
- International Superstar Soccer
- Power Pro GB
- Bakuchou Retrieve Master
- Koukiatsu Boy
- Yu-Gi-Oh! Duel Monsters

## Game Boy Color
1998
- Ganbare Goemon Tengu-to no Gyakushu!
- Yu-Gi-Oh! Duel Monsters

1999
- Azure Dreams
- Beat Breaker
- beatmania GB
- beatmania GB2 Gotcha Mix
- Bullet Battlers
- International Rally
- International Superstar Soccer 99
- International Track & Field
- Kinniku Banzuke GB
- Ganbare Goemon: Mononoke Sugoroku
- Motocross Maniacs 2
- NBA In The Zone
- NBA In The Zone 2000
- NHL Blades of Steel
- Owarai Yoiko No Game Dou: Oyaji Sagashite 3 Choume
- Pocket G1 Stable
- Power Pro Kun Pocket
- Spawn
- Survival Kids
- Tokimeki Memorial Pocket Culture Hen
- Tokimeki Memorial Pocket Sport Hen
- Yu-Gi-Oh! Duel Monsters II: Dark Duel Stories

2000
- Airforce Delta
- Battle Fishers
- beatmania GB Gotcha Mix 2
- Cyborg Kuro Chan
- Cyborg Kuro Chan 2
- Dance Dance Revolution GB
- Dance Dance Revolution GB2
- ESPN International Track & Field
- ESPN National Hockey Night
- Ganbare Goemon: Hoshizorashi Dynamites Arawaru!!
- beatmania GB Gotcha Mix 2
- The Grinch
- Hunter X Hunter: Hunter no Keifu
- International Rally
- International Superstar Soccer 2000
- Kinniku Banzuke GB2
- Metal Gear: Ghost Babel
- Millennium Winter Sports
- The Mummy
- NHL Blades of Steel 2000
- pop'n music GB
- pop'n music GB: Animated Melody
- pop'n music GB: Disney Tunes
- Power Pro Kun 2
- Survival Kids 2: Dasshutsu! Futago Shima
- Millennium Winter Sports
- Woody Woodpecker Racing
- Yu-Gi-Oh! Duel Monsters III: Tri-Holy God Advent
- Yu-Gi-Oh! Duel Monsters 4: Battle of the Powerful Duelists – Jounouchi Deck
- Yu-Gi-Oh! Duel Monsters 4: Battle of the Powerful Duelists – Kaiba Deck
- Yu-Gi-Oh! Duel Monsters 4: Battle of the Powerful Duelists – Yugi Deck
- Yu-Gi-Oh! Monster Capture GB

2001
- Super GALS! Kotobuki Ran
- Super GALS! Kotobuki Ran 2 ~Miracle -> Getting~
- Battle Fishers
- Dance Dance Revolution GB3
- Dance Dance Revolution GB Disney Mix
- Hunter X Hunter: Kindan no Hihou
- Kinniku Banzuke GB 3
- Oha Star Dance Dance Revolution GB

## Game Boy Advance
2001
- Castlevania: Circle of the Moon
- Flame of Recca: THE GAME
- Konami Krazy Racers
- Tanbi Musou Meine Liebe
- Gradius Advance
- Yu-Gi-Oh! Dungeon Dice Monsters
- Yu-Gi-Oh! Duel Monsters 5: Expert 1
- Yu-Gi-Oh! Duel Monsters 6: Expert 2
- Zone of the Enders: The Fist of Mars

2002
- ESPN International Winter Sports 2002
- ESPN X Games Snowboarding
- Motocross Maniacs Advance
- WTA Tour Tennis
- Castlevania: Harmony of Dissonance
- Contra Advance: The Alien Wars
- Disney Sports Soccer
- Frogger's Adventure 2: The Lost Wand
- Disney Sports Skateboarding
- Disney Sports Basketball
- Disney Sports Football
- Goemon: New Age Shutsudou!
- Konami Collector Series: Arcade Advanced
- AirForce Delta Storm
- Crash Bandicoot: The Huge Adventure (Được xuất bản và phân phối cùng với Universal Interactive cho bản phát hành tiếng Nhật.)
- Spyro: Season of Ice (Được xuất bản và phân phối cùng với Universal Interactive cho bản phát hành tiếng Nhật.)
- Isseki Hacchou: Kore 1-pon de 8 Shurui!
- Bass Tsuri Shiyouze!: Tournament wa Senryaku da!
- Yu-Gi-Oh! Duel Monsters 7: The Duelcity Legend

2003
- Disney Sports Snowboarding
- Yu-Gi-Oh! Worldwide Edition: Stairway to the Destined Duel
- Silent Scope
- Teenage Mutant Ninja Turtles
- International Superstar Soccer
- Ninja Five-O
- Castlevania: Aria of Sorrow
- Boktai: The Sun Is in Your Hand
- Crash Bandicoot 2: N-Tranced (Được xuất bản và phân phối cùng với Universal Interactive cho bản phát hành tiếng Nhật.)

2004
- TMNT 2: Battle Nexus
- Boktai 2: Solar Boy Django
- Shaman King: Master of Spirits
- Yu-Gi-Oh! Duel Monsters Begineers Pack
- Yu-Gi-Oh! Duel Monsters Expert 3
- Yu-Gi-Oh! Duel Monsters International 2 (Nhật Bản) / Yu-Gi-Oh! 7 Trials to Glory: World Championship Tournament 2005 (Bắc Mỹ) / Yu-Gi-Oh! Day of the Duelist: World Championship Tournament 2005 (Châu Âu)
- Yu-Gi-Oh! Sugoroku's Board Game

2005
- Boktai: Sabata's Counterattack
- Shaman King: Master of Spirits 2
- Kessakusen! Ganbare Goemon 1+2: Yukihime to Magginesu
- Yu-Gi-Oh! Duel Monsters GX: Aim to be Duel King! (Nhật Bản) / Yu-Gi-Oh! GX: Duel Academy (Bắc Mỹ)

2006
- Yu-Gi-Oh! Duel Monsters Expert 2006 (Nhật Bản) / Yu-Gi-Oh! Ultimate Masters: World Championship Tournament 2006 (Bắc Mỹ) / Yu-Gi-Oh World Championship Tournament 2006 (Châu Âu)
- Yu-Gi-Oh! World Championship 2006 Set

## iOS
2008
- Frogger
- Silent Hill: The Escape

2009
- Dance Dance Revolution S
- Metal Gear Solid Touch
- Tomena Sanner
- Power Pros Touch
- Krazy Kart Racing

2010
- Mahjong Fight Club Touch
- Castlevania Puzzle: Encore of the Night
- International Track & Field
- Draw Parking
- Wire Way
- Double Dribble Fastbreak
- MLB Power Pros Touch 2010
- Elebits: Capture
- Frogger Inferno

2011
- Alcatraz Breakout
- Power Pros Touch 2012
- Frogger Free
- Frogger Decades
- Kid vs Kat: Kat Attack
- REFLEC BEAT plus
- Gesundheit!
- X-Men
- Frogger Pinball

2012
- Dragon Collection
- Million Paradise
- REFLEC BEAT +
- CrowsxWorst: Kenka Retsu-den

2013
- MLB Dream Nine Mobile
- Slot Revolution
- Domo Jump
- LINE GoGo! TwinBee
- Tokimeki Restaurant
- DanceDanceRevolution Pocket Edition
- Super Slot Stars
- Star Soldier for GREE
- Star Wars: Force Collection
- PES Manager
- Pop 'n Rhythmin
- Star Soldier for GREE
- Quiz Magic Academy SP

2014
- Monster Retsuden Oreca Battle
- Dragon Collection RPG
- Dragon Dice
- Saru Pion!
- Sudoku: Daily Challenge
- Shin Tenisu no ōjisama Pazuru & Tenisu
- Bomberman
- CrowsxWorst: Geiko Retsu-den
- Swords & Poker Adventures
- Powerful Pro Yakku Touch 2014
- Yu-Gi-Oh! Duel Generation

2015
- CrowsxWorst V
- Pes Club Manager
- UEFA Champions League PES Flick
- Chronos Ring
- Kingdom Dragonian
- Kyoshin Senso
- CrowsxWorst Dynamite
- Puro Yagu Supirittsu A

2016
- VS! Bomberman
- Jikkyou Powerful Soccer
- Yu-Gi-Oh! Duel Links

2017
- PES 2017 - Pro Evolution Soccer

2018
- Quiz Magic Academy: Lost Fantasium
- Tokimeki Idol
- Weekly Shonen Jump Jikkyou Janjan Stadium
- Pixel Puzzle Collection (Worldwide) / Puzzle Picross (Nhật Bản)

2019
- Dankira!!! Boys, be DANCING!

TBD
- Sound Voltex: Ultimate Mobile

## Android
2010
- Mobile Powerful Pro Baseball 3D
- Krazy Kart Racing

2011
- X-Men

2012
- KPE Dream Master
- Quiz Magic Academy SP

2013
- Star Wars: Force Collection
- LINE GoGo! TwinBee
- Tokimeki Restaurant

2014
- Nisekoi Majikore!?
- Mobile Pawapuro Baseball 2014
- Monsurobatoru
- Shin tenisunoōjisama pazuru& tenisu
- Min'na de bishibashi

2017
- Yu-Gi-Oh! Duel Links
- PES 2017 - Pro Evolution Soccer

2018
- Quiz Magic Academy: Lost Fantasium
- Tokimeki Idol
- Weekly Shonen Jump Jikkyou Janjan Stadium
- Pixel Puzzle Collection / Puzzle Picross (Nhật Bản)

2019
- Dankira!!! Boys, be DANCING!
- Castlevania Grimoire of Souls
- Love Plus EVERY (Độc quyền Nhật Bản)
- Frogger in Toy Town
- beatmania IIDX ULTIMATE MOBILE

2020
- Castlevania: Symphony of the Night

2021
- Pawapuro Puzzle
- Yu-Gi-Oh! Master Duel
- Yu-Gi-Oh! Cross Duel

TBD
- Sound Voltex ULTIMATE MOBILE
- DanceDanceRevolution ULTIMATE MOBILE
- Busou Shinki R

## Stadia
2020
- Super Bomberman R Online

## Amazon Luna
2020
- Castlevania Anniversary Collection
- Contra Anniversary Collection

## Nintendo Switch
2017
- Super Bomberman R (Bao gồm phiên bản Shiny)

2018
- Snake Pass (Độc quyền định dạng kỹ thuật số ở Nhật Bản)
- Mantis Burn Racing (Độc quyền định dạng kỹ thuật số ở Nhật Bản)

2019
- Arcade Classics Anniversary Collection
- Castlevania Anniversary Collection
- Contra Anniversary Collection
- Contra: Rogue Corps
- Jikkyō Powerful Pro Yakyū (độc quyền Nhật Bản)
- Yu-Gi-Oh! Legacy of the Duelist: Link Evolution

2020
- eBaseball Powerful Pro Baseball 2020 (Độc quyền Nhật Bản & Châu Á)
- Skelattack
- Momotaro Dentetsu: Showa, Heisei, Reiwa Mo Teiban! (độc quyền Nhật Bản)

2021
- Solomon Program (độc quyền Nhật Bản)
- Super Bomberman R Online
- eBaseball Professional Baseball Spirits 2021: Grand Slam (độc quyền Nhật Bản)
- Yu-Gi-Oh! Rush Duel: Saikyou Battle Royale!!
- Yu-Gi-Oh! Master Duel

2022
- GetsuFumaDen: Undying Moon
- The Adventures of the Element Friends
- Super Bomberman R New Adventures

Sắp phát hành
- Tokimeki Memorial Girl's Side 4th Heart (độc quyền Nhật Bản)

Đã hủy
- Hyper Sports R

### Nintendo eShop
- Road Fighter
- Time Pilot
- Pooyan
- VS. Gradius
- VS. Castlevania
- Hyper Sports
- TwinBee
- Frogger
- Detana!! TwinBee
- Salamander
- Sunset Riders
- Circus Charlie

## Nintendo 3DS
2011
- Doctor Lautrec and the Forgotten Knights
- Frogger 3D
- Penguin no Mondai: The Wars
- Pro Evolution Soccer 2011 3D

2012
- Pro Evolution Soccer 2012 3D
- Beyond the Labyrinth
- New Love Plus
- Metal Gear Solid: Snake Eater 3D
- Tongari Boushi to Mahou no Machi
- Pro Evolution Soccer 2013 3D

2013
- Castlevania: Lords of Shadow - Mirror of Fate
- Pro Evolution Soccer 2014
- Yu-Gi-Oh! Zexal: Clash! Duel Carnival! (Nhật Bản) / Yu-Gi-Oh! Zexal: World Duel Carnival (Bắc Mỹ & Châu Âu)

2016
- Yu-Gi-Oh! Duel Monsters: Ultimate Card Battle
- Jikkyou Powerful Pro Yakyuu Heroes

2017
- 100% Pascal Sensei: Kanpeki Paint Bombers
- PriPri Chi-chan!!

### 3DS Virtual Console
- Gradius
- TwinBee Da!
- Esper Dream

## Nintendo DS
2004
- The Prince of Tennis 2005: Crystal Drive

2005
- Castlevania: Dawn of Sorrow
- Croket! DS: Tenkuu no Yuusha tachi
- Dragon Booster
- Frogger Helmet Chaos
- Ganbare Goemon: Toukai Douchuu Ooedo Tengurigaeshi no Maki
- Atsumare! Power Pro Kun no DS Koushien
- Lost in Blue
- Power Pocket Koushien
- Power Pro Kun Pocket 8
- Tao's Adventure: Curse of the Demon Seal
- Teenage Mutant Ninja Turtles 3: Mutant Nightmare
- Yu-Gi-Oh! Duel Monsters: Nightmare Troubadour (Nhật Bản) / Yu-Gi-Oh! Nightmare Troubadour (Bắc Mỹ & Châu Âu)
- Korokke! DS: Tenkuu no Yuushatachi

2006
- Iron Feather
- Castlevania: Portrait of Ruin
- My Frogger Toy Trials
- Otogi-Jushi Akazukin
- Yu-Gi-Oh! Duel Monsters GX Spirit Summoner (Nhật Bản) / Yu-Gi-Oh! GX: Spirit Caller (Bắc Mỹ & Châu Âu)
- Xiaolin Showdown
- Winx Club: Quest for the Codex
- Kabushiki Baibai Trainer Kabutore
- Kirarin Revolution Naasan to Issho
- MAR Heaven: Karudea no Akuma
- Mahjong Fight Club DS
- MAR Heaven: Marchen Awakens Romance Boukyaku no Kuravia
- Powerful Pro Baseball Pocket 9

2007
- Yu-Gi-Oh! Duel Monsters: WORLD CHAMPIONSHIP 2007 (Nhật Bản) / Yu-Gi-Oh! World Championship 2007 (Bắc Mỹ & Châu Âu)
- Death Note
- Lunar Knights
- Lost in Blue 2
- Konami Classics Series: Arcade Hits
- Winning Eleven: Pro Evolution Soccer 2007
- Steel Horizon
- Time Ace
- Death, Jr. and the Science Fair of Doom
- Dokodemo Yoga
- GoPets: Vacation Island
- Marvel Trading Card Game
- Nova Usagi no Game de Ryuugaku!? DS
- Otona Ryoku Kentei
- Otona no Onnaryoku Kentei
- Tokimeki Memorial Girl's Side 1st Love
- Contra 4
- Power Pro Kun Pocket 10

2008
- New International Track & Field
- Quiz Magic Academy DS
- Zettai Karen Children: Dai 4 no Children
- Time Hollow
- Yu-Gi-Oh! Duel Monsters: WORLD CHAMPIONSHIP 2008 (Nhật Bản) / Yu-Gi-Oh! World Championship 2007 (Bắc Mỹ & Châu Âu)
- Castlevania: Order of Ecclesia
- Power Pro Kun Pocket 11
- Winx Club: Mission Enchantix

2009
- Elebits: The Adventures of Kai and Zero
- Lost in Blue 3
- Suikoden Tierkreis
- Magician's Quest: Mysterious Times
- Yu-Gi-Oh! 5D's Stardust Accelerator: WORLD CHAMPIONSHIP 2009
- WireWay
- Power Pro Kun Pocket 12
- Love Plus

2010
- Quiz Magic Academy DS Futatsu no Jikūseki
- Utacchi
- Yu-Gi-Oh! 5D's WORLD CHAMPIONSHIP 2010: Reverse of Arcadia
- Tongari Boushi to Mahou no Omise
- Captain Tsubasa: Gekito no Kiseki
- Keshisasu-Kun: Battle Kas-tival
- Power Pro Kun Pocket 13
- Gormiti: The Lords Of Nature!

2011
- Flash Puzzle: Maxwell's Mysterious Note
- Power Pro Kun Pocket 14
- Powerful Golf
- Tongari Boushi to Oshare na Mahou Tsukai
- Yu-Gi-Oh! 5D's WORLD CHAMPIONSHIP 2011: Over the Nexus
- Super Scribblenauts

## Hệ máy cầm tay PlayStation
| Tên                                           | Ngày phát hành (Bắc Mỹ)   | Nhà phát triển                       | Hệ máy               |
| --------------------------------------------- | ------------------------- | ------------------------------------ | -------------------- |
| Mahjong Fight Club                            | ngày 12 tháng 12 năm 2004 | Konami                               | PlayStation Portable |
| Metal Gear Acid                               | ngày 22 tháng 3 năm 2005  | Konami Computer Entertainment Japan  | PlayStation Portable |
| Bleach: Heat the Soul                         | ngày 24 tháng 3 năm 2005  | Konami                               | PlayStation Portable |
| Coded Arms                                    | ngày 6 tháng 7 năm 2005   | Konami                               | PlayStation Portable |
| Death Jr.                                     | ngày 16 tháng 8 năm 2005  | Backbone Entertainment               | PlayStation Portable |
| Bleach: Heat the Soul 2                       | ngày 1 tháng 9 năm 2005   | Konami                               | PlayStation Portable |
| Frogger Helmet Chaos                          | ngày 29 tháng 9 năm 2005  | Konami Computer Entertainment Hawaii | PlayStation Portable |
| Metal Gear Acid 2                             | ngày 21 tháng 3 năm 2006  | Kojima Productions                   | PlayStation Portable |
| Twelve                                        |                           |                                      | PlayStation Portable |
| Pro Evolution Soccer 5                        | ngày 7 tháng 2 năm 2006   | Konami                               | PlayStation Portable |
| Death Jr. II: Root of Evil                    | ngày 31 tháng 10 năm 2006 | Backbone Entertainment               | PlayStation Portable |
| Gradius Collection                            | ngày 6 tháng 6 năm 2006   | Konami                               | PlayStation Portable |
| Metal Gear Solid: Portable Ops                | ngày 5 tháng 12 năm 2006  | Kojima Productions                   | PlayStation Portable |
| Pro Evolution Soccer 6                        | ngày 6 tháng 2 năm 2007   | Konami                               | PlayStation Portable |
| Yu-Gi-Oh! Duel Monsters GX: Tag Force         | ngày 14 tháng 11 năm 2006 | Konami                               | PlayStation Portable |
| Winning Eleven 9                              | ngày 7 tháng 2 năm 2006   | Konami                               | PlayStation Portable |
| Bleach: Heat the Soul 3                       | ngày 20 tháng 7 năm 2006  | Konami                               | PlayStation Portable |
| Jikkyou Powerful Pro Baseball Portable        | 2006                      |                                      | PlayStation Portable |
| Parodius Portable                             | ngày 25 tháng 1 năm 2007  | Konami                               | PlayStation Portable |
| Salamander Portable                           | ngày 25 tháng 1 năm 2007  | Konami                               | PlayStation Portable |
| TwinBee Portable                              | ngày 25 tháng 1 năm 2007  | Konami                               | PlayStation Portable |
| Brooktown High                                | ngày 22 tháng 5 năm 2007  | Backbone Entertainment               | PlayStation Portable |
| Bleach: Heat the Soul 4                       | ngày 24 tháng 5 năm 2007  | Konami                               | PlayStation Portable |
| Castlevania: The Dracula X Chronicles         | ngày 23 tháng 10 năm 2007 | Konami                               | PlayStation Portable |
| Coded Arms: Contagion                         | ngày 18 tháng 9 năm 2007  | Creat Studios                        | PlayStation Portable |
| Silent Hill: Origins                          | ngày 6 tháng 11 năm 2007  | Climax Studios                       | PlayStation Portable |
| Winning Eleven: Pro Evolution Soccer 2007     | 2007                      |                                      | PlayStation Portable |
| Jikkyou Powerful Pro Baseball Portable 2      | 2007                      |                                      | PlayStation Portable |
| Yu-Gi-Oh! Duel Monsters GX: Tag Force 2       | ngày 18 tháng 9 năm 2007  | Konami                               | PlayStation Portable |
| Flatout Head On                               | 2008                      |                                      | PlayStation Portable |
| Pro Evolution Soccer 2008                     | 2008                      |                                      | PlayStation Portable |
| Bleach: Heat the Soul 5                       | ngày 15 tháng 5 năm 2008  | Konami                               | PlayStation Portable |
| Pro Evolution Soccer 2009                     | 2008                      |                                      | PlayStation Portable |
| Yu-Gi-Oh! Duel Monsters GX: Tag Force 3       | 2008                      |                                      | PlayStation Portable |
| Bleach: Soul Carnival                         | ngày 23 tháng 10 năm 2008 | Konami                               | PlayStation Portable |
| Jikkyou Powerful Pro Baseball Portable 3      | 2008                      |                                      | PlayStation Portable |
| Bleach: Heat the Soul 6                       | ngày 14 tháng 5 năm 2009  | Konami                               | PlayStation Portable |
| Pro Evolution Soccer 2010                     | ngày 10 tháng 11 năm 2009 | Konami Computer Entertainment Tokyo  | PlayStation Portable |
| Ōkami Kakushi                                 | 2009                      | Konami                               | PlayStation Portable |
| Yu-Gi-Oh! 5D's: Tag Force 4                   | ngày 18 tháng 11 năm 2009 | Konami                               | PlayStation Portable |
| Bleach: Soul Carnival 2                       | ngày 10 tháng 12 năm 2009 | Konami                               | PlayStation Portable |
| Shadow of Memories/Shadow of Destiny          | ngày 26 tháng 1 năm 2010  | Konami Computer Entertainment Tokyo  | PlayStation Portable |
| Jikkyou Powerful Pro Baseball Portable 4      | 2009                      |                                      | PlayStation Portable |
| Metal Gear Solid: Peace Walker                | ngày 8 tháng 6 năm 2010   | Kojima Productions                   | PlayStation Portable |
| Pop'n Music Portable                          | ngày 4 tháng 2 năm 2010   | Konami                               | PlayStation Portable |
| Silent Hill: Shattered Memories               | ngày 19 tháng 1 năm 2010  | Climax Studios                       | PlayStation Portable |
| Power Pro Success Legends                     | 2010                      |                                      | PlayStation Portable |
| Tegami Bachi: Kokoro Tsumugu Mono e           | 2010                      |                                      | PlayStation Portable |
| Pro Yakyuu Spirits 2010                       | 2010                      |                                      | PlayStation Portable |
| Puzzle Chronicles                             | 2010                      |                                      | PlayStation Portable |
| Bleach: Heat the Soul 7                       | ngày 2 tháng 9 năm 2010   | Konami                               | PlayStation Portable |
| Yu-Gi-Oh! 5D's: Tag Force 5                   | ngày 16 tháng 9 năm 2010  | Konami                               | PlayStation Portable |
| Pro Evolution Soccer 2011                     | ngày 29 tháng 10 năm 2010 | Konami                               | PlayStation Portable |
| Yu-Gi-Oh! 5D's: Tag Force 6                   | ngày 22 tháng 9 năm 2011  | Konami                               | PlayStation Portable |
| Pop'n Music Portable 2                        | ngày 23 tháng 11 năm 2011 | Konami                               | PlayStation Portable |
| Pro Evolution Soccer 2012                     | ngày 8 tháng 11 năm 2011  | Konami                               | PlayStation Portable |
| Little King's Story                           | ngày 29 tháng 3 năm 2012  | Konami                               | PlayStation Vita     |
| Metal Gear Solid HD Collection                | ngày 12 tháng 6 năm 2012  | Armature Studio                      | PlayStation Vita     |
| Silent Hill: Book of Memories                 | ngày 16 tháng 10 năm 2012 | WayForward Technologies              | PlayStation Vita     |
| Pro Evolution Soccer 2013                     | ngày 26 tháng 10 năm 2012 | Konami                               | PlayStation Portable |
| Pro Evolution Soccer 2014                     | ngày 20 tháng 9 năm 2013  | Konami                               | PlayStation Portable |
| Yu-Gi-Oh! Arc-V Tag Force Special             | ngày 22 tháng 1 năm 2015  | Konami                               | PlayStation Portable |
| Pro Yakyuu Spirits 2015                       | ngày 26 tháng 3 năm 2015  | Konami                               | PlayStation Vita     |
| Jikkyou Powerful Pro Baseball 2016            | ngày 4 tháng 4 năm 2016   | Konami                               | PlayStation Vita     |
| Jikkyou Powerful Pro Yakyuu Championship 2017 | ngày 25 tháng 5 năm 2017  | Konami                               | PlayStation Vita     |

## Điện thoại di động
- 200?

- Antarctic Adventure (2001?)
- Pooyan (2001?)
- Shiori Jan

2000
- The Pirate Mileage
- Konami Characore World (コナミキャラコレワールド Konamikyarakorewārudo)

2001
- Bishi Bashi Champ
- Twinbee
- Puzzle-Dama

2002
- Ganbare Goemon: Tsūkai Game Apli
- Kekkyo ku Nankyoku choi bōken (けっきょく南極ちょい冒険)
- Tank Battle X
- Riddle Rally
- Pastel Jan
- Royal Casino (ロイヤルカジノ)
- Konami No Burokkukuzushi Nazo No Kabe
- Mokemoke Dōchūki (もけもけ道中記)
- Mokemoke Quest (もけもけクエスト)

2003
- Parodius Da! －Shinwa kara Owarai e－
- Knightmare
- Mini kyodai Robo Goemon Compact (ミニ巨大ロボ ゴエモンコンパクト)
- Quarth
- Gradius
- Contra 
- Time Pilot
- Salamander
- Puzzle-Dama DX
- DX Hanafuda

2004
- Tokimeki Memorial
- Detana! Twinbee
- TwinBee Dungeon
- Gradius NEO
- Gradius NEO -IMPERIAL-
- Tokimeki Memorial Girl's Side Puzzle-Dama
- Metal Gear
- Solid Snake
- Castlevania
- Silent Scope
- Track and Field
- Penta no Tsuri Bōken DX
- Gyruss
- Kawaī Jan
- Bakudan Ribāshi
- Bakudan Shinkei Suijaku
- Bakudan Go Mo Kunara Be
- Motto Mokemoke Dōchūki (もっともけもけ道中記)

2005
- Ganbare Goemon 3: Shichijuurokubei no Karakuri Manji Gatame
- Ganbare Goemon! Karakuri Dōchū
- Dance Dance Revolution Mobile 3D
- Quiz Konamillion
- Gradius II
- Road Fighter
- Dancing Stage
- Quiz Magic Academy Mobile

2006
- Frogger for Prizes
- Konami Wai Wai World
- Akumajō Special: Boku Dracula-kun
- Bio Miracle Bokutte Upa
- Gradius 2
- Konami Wai Wai Sokoban
- Space Manbow
- Parodius
- Rumble Roses Sexy Pinball
- New Track and Field
- Penguin Adventure
- Frogger 25th, Frogger Evolution
- Castlevania III: Dracula's Curse
- Dance Dance Revolution
- Rush'n Attack
- Ai Senshi Nicol

2007
- Ganbare Goemon Gaiden: Kieta Ougon Kiseru
- Gokujō Parodius! ～Kako no Eikō o Motomete～
- Frogger Launch
- Pirate Poppers
- Shout! Shaberin Champ Mobile
- Quiz Magic Academy Mobile 2
- Silent Hill: Orphan
- Castlevania: Order of Shadows
- Tokimeki Memorial OnlyLove ~ Tokimeki no Partner ~
- Intuition! Bishi Bashi Champ Mobile
- Tokimeki Memorial 2
- Contra 4
- Airforce Delta Alternative
- Hell Girl Puzzle-Dama
- Professor Fizzwizzle
- Esper Dream

2008
- Pro Evolution Soccer 2008
- Suikoden
- Konami Comic: Genso Suikoden
- Metal Gear Acid Mobile
- Metal Gear Solid Mobile
- Tokimeki Memorial Girl's Side -Love Stories-
- Tomenasanna The pure Showa volume
- Frogger Beats n' Bounces
- Silent Hill Orphan 2
- Dewy's Adventure
- Quiz Magic Academy Mobile 3
- Tokimeki Memorial Mail Drama
- Konami Comic: Genso Suikoden II
- Castlevania: Aria of Sorrow
- Yie Ar Kung-Fu
- Suikoden Tierkreis Stardust Castle
- Super Contra
- Pro Evolution Soccer 2009
- LOST in BLUE Mobile Marina ＆ Riku Volume
- GTI Club: Supermini Festa!
- Power Pro World Home Run Competition 4

2009
- Suikoden II
- Pro Evolution Soccer 2010
- Metal Gear Acid 2 Mobile
- Tomenasanna PJ Emperor Strikes Back
- Tomenasanna UrbanCrisis
- The Bishi Bashi! e-AMUSEMENT
- Tokimeki Memorial Girl's Side 2nd Season Short Stories
- Hayate no Gotoku!! Puzzle-Dama
- iW Toki Memo
- Logic Puzzle DX
- Power Pro World University Baseball Success Volume
- Power Pro World High School Baseball Success Volume
- Power Pro World Shakaijin Yakyū Success Volume
- Konami Comic: Genso Suikoden Tierkreis
- Tokimeki Memorial Girl's Side 2nd Season: Novell Communications
- Jackal
- Power Pro World Mobile – Powerful Pro Baseball MEGA-X
- Power Pro World Mobile Powerful Pro Baseball 6
- Gorufure!
- DX toranpu 6in
- Kuizu Gakumon Nosusume
- Puchitto Meitantei

2010
- Road Fighters
- Gradius Arc -Legend of Silver Wing-
- Tokimeki Memorial 4 Chu!
- Millionaire Handy
- Suikoden Card Collection
- Tokimeki Memorial Girl's Side Mobile
- Tokimeki Memorial 4: Communication Comic
- DanceDanceRevolution X2
- Silent Hill Mobile 3
- Otegaru FreeCell
- Power Pro World Fierce Fighting High School Baseball Success Volume
- Quiz Magic Academy Mobile 4

2011
- Pop'n music M
- Social Appli Surotore! KPE for GREE
- Social Appli Power Pro home run competition for GREE
- Magic Academy Puzzle-Dama

## I-revo
- 200?

- Cosmic Wars
- Getsu Fūma Den

2006
- Stinger
- TwinBee 3

## Plug and Play
- Konami Live! Controller – Arcade
- Konami Live! Controller – Frogger

2001
- Dance Dance Revolution Family Mat (Nhật Bản)
- My First Dance Dance Revolution (Nhật Bản)

2006
- Dance Dance Revolution Strawberry Shortcake (Bắc Mỹ)
- Dance Dance Revolution Disney Mix (Bắc Mỹ)
- My First Dance Dance Revolution (Bắc Mỹ)

## Trò chơi điện tử cầm tay
- 19??

- Beatmania
- Guitar Freaks
- Star Trek
- Top Gun: Second Mission
- Track & Field: Throwing type (bởi Bandai)
- Tutankham

1982
- Guttang Gottong (bởi Mattel)

1984
- Track & Field: Running type (bởi Bandai)

1988
- The Lone Ranger

1989
- The Adventures of Bayou Billy
- Contra
- Double Dribble
- Gradius
- Teenage Mutant Ninja Turtles
- Bill Elliot's NASCAR Racing
- Blades of Steel
- Bottom of the Ninth
- Bull's Eye Barbecue Sauce
- NFL Football
- Skate or Die
- Top Gun

1990
- Teenage Mutant Ninja Turtles II Splinter Speaks
- Ganbare Goemon: Ebisumaru Kiki Ippatsu
- Antarctic Adventure (hay còn gọi là South Pole)

1991
- Bucky O'Hare
- Garfield
- Teenage Mutant Ninja Turtles 3 Shredder's Last Stand
- Teenage Mutant Ninja Turtles Basketball

1992
- Asterix
- Major League Baseball
- Star Trek 25th Anniversary
- Teenage Mutant Ninja Turtles Four for Four
- Top Gun: Airstrike 3

1998
- Castlevania Symphony of the Night (by Tiger)
- Dungeon Quest

## Trò chơi đổi thưởng
- Piccadilly Circus
- Piccadilly Gradius
- Piccadilly Circus: Super Mario Bros. 3
- Piccadilly Circus: Super Mario World
- Piccadilly Circus: Konami Wai Wai World
- Silent Scope Token Shot

## Khác
- Funky Monkey
- Little Pirates
- Gokuraku Parodius